# Jim Jones
James Warren "Jim" Jones (Condado de Randolph, Indiana, 13 de maio de 1931 – Jonestown, 18 de novembro de 1978) foi um líder de culto, pregador religioso e assassino em massa americano, fundador e líder da seita Templo do Povo entre 1955 e 1978. No que ele chamou de "suicídio revolucionário", um termo que ele tirou do romance homônimo de Huey Newton, Jones e os membros de seu círculo íntimo planejaram e orquestraram um assassinato-suicídio em massa em sua remota comuna na selva em Jonestown, Guiana, em 18 de novembro de 1978, além do assassinato do congressista Leo Ryan e de quatro mortes adicionais em Georgetown, capital guianense. Jones e os eventos que ocorreram em Jonestown tiveram uma influência decisiva na percepção da sociedade sobre os cultos e seitas.
Quando criança, Jones desenvolveu uma afinidade com o pentecostalismo e um desejo de pregar. Ele foi ordenado como ministro cristão nas Assembleias Independentes de Deus, atraindo seu primeiro grupo de seguidores enquanto participava do movimento Pentecostal Latter Rain e do Reavivamento de Cura durante a década de 1950. A popularidade inicial de Jones surgiu de suas aparições em campanha conjunta com os líderes proeminentes dos movimentos, William Branham e Joseph Mattsson-Boze, e seu endosso ao seu ministério. Jones fundou a organização que se tornaria o Templo do Povo em Indianápolis em 1955. Em 1956, Jones começou a ser influenciado pelo Father Divine e pelo Movimento de Missão Internacional de Paz. Jones se destacou pelo ativismo pelos direitos civis, fundando o Templo como uma congregação totalmente integrada. Em 1964, Jones ingressou e foi ordenado ministro pelos Discípulos de Cristo; a sua atração pelos Discípulos deveu-se em grande parte à autonomia e tolerância que eles concederam às diferentes opiniões dentro da sua denominação.
Em 1965, Jones mudou o Templo para a Califórnia. O grupo estabeleceu sua sede em São Francisco, onde se envolveu fortemente em atividades políticas e de caridade ao longo da década de 1970. Jones desenvolveu conexões com políticos proeminentes da Califórnia e foi nomeado presidente da Comissão da Autoridade de Habitação de São Francisco em 1975. A partir do final da década de 1960, relatos de abusos começaram a surgir à medida que Jones se tornava cada vez mais vocal em sua rejeição ao cristianismo tradicional e começou a promover uma forma de anticapitalismo que chamou de "Socialismo Apostólico" e a fazer reivindicações de sua própria divindade. Jones tornou-se progressivamente mais controlador de seus seguidores no Templo do Povo, que em seu auge tinha mais de 3.000 membros. Os seguidores de Jones se engajaram em um estilo de vida comunitário no qual muitos entregaram todos os seus rendimentos e propriedades a Jones e ao Templo do Povo, que dirigiam todos os aspectos da vida comunitária.
Após um período de publicidade negativa na mídia e relatos de abusos no Templo do Povo, Jones ordenou a construção da comuna de Jonestown na Guiana em 1974 e convenceu ou obrigou muitos de seus seguidores a viver lá com ele. Jones afirmou que estava construindo um paraíso socialista livre da opressão do governo dos Estados Unidos. Em 1978, surgiram relatos de abusos dos direitos humanos e acusações de que pessoas estavam detidas em Jonestown contra a sua vontade. O representante dos EUA, Leo Ryan, liderou uma delegação à comuna em novembro daquele ano para investigar esses relatórios. Ao embarcar em um voo de volta com alguns ex-membros do Templo que desejavam partir, Ryan e outros quatro foram assassinados por homens armados de Jonestown. Jones então ordenou um assassinato-suicídio em massa que ceifou a vida de 909 membros da comuna, 304 deles crianças; quase todos os membros morreram bebendo Flavor Aid misturado com cianeto.

## Biografia
James Warren Jones nasceu em 13 de maio de 1931, na comunidade rural de Crete, Indiana, filho de James Thurman Jones (21 de outubro de 1887–29 de maio de 1951) e Lynetta Putnam (16 de abril de 1902–10 de dezembro de 1977). Jones era descendente de irlandeses e galeses; ele e sua mãe alegaram também ter alguma ascendência Cherokee, mas não há nenhuma evidência disso. O pai de Jones era um veterano da Primeira Guerra Mundial que sofria de graves dificuldades respiratórias devido aos ferimentos sofridos em um ataque com armas químicas. Ele tentou aumentar sua renda trabalhando ocasionalmente em projetos de reparação de estradas de bairro porque a pensão militar que ganhava devido aos ferimentos era insuficiente para sustentar sua família.
A doença de seu pai gerou dificuldades financeiras, que por sua vez resultaram em intensos problemas conjugais entre os pais de Jones. Em 1934, em plena Grande Depressão, a família Jones foi despejada de sua casa por não ter efetuado o pagamento da hipoteca. Seus parentes compraram um casebre para eles morarem na cidade vizinha de Lynn. A nova casa, onde Jones cresceu, não tinha encanamento nem eletricidade. Em Lynn, a família tentou ganhar uma renda através da agricultura, mas novamente fracassou quando a saúde do pai de Jones piorou ainda mais. A família muitas vezes não tinha alimentação adequada e dependia do apoio financeiro da família alargada. Às vezes, eles recorriam à busca de alimentos nas florestas e campos próximos para complementar sua dieta.
De acordo com vários biógrafos de Jones, sua mãe "não tinha instintos maternais naturais" e frequentemente negligenciava o filho. Quando Jones começou a frequentar a escola, a sua família ameaçou cortar a sua assistência financeira, a menos que a sua mãe conseguisse um emprego, forçando-a a trabalhar fora de casa. Enquanto isso, o pai de Jones foi hospitalizado várias vezes devido à sua doença. Como resultado, os pais de Jones estiveram frequentemente ausentes durante a sua infância. Embora suas tias e tios morassem perto e lhe dessem alguma supervisão, Jones frequentemente vagava pelas ruas da cidade, às vezes nu. Jones era cuidado pelas mulheres residentes de Lynn, e elas frequentemente o convidavam para ir a suas casas para lhe dar comida, roupas e outros presentes.

### Primeiras influências religiosas e políticas
Myrtle Kennedy, a esposa do pastor da Igreja do Nazareno, desenvolveu uma ligação especial com Jones. Ela deu a Jones uma Bíblia e encorajou-o a estudá-la, ensinando-o a seguir o código de santidade da Igreja Nazarena. À medida que Jones crescia, ele frequentava cultos na maioria das igrejas em Lynn, frequentemente indo a várias igrejas todas as semanas, e foi batizado em várias delas. Jones desenvolveu o desejo de se tornar um pregador quando criança e começou a praticar a pregação em particular. A sua mãe alegou que ficou perturbada quando o apanhou a imitar o pastor da Igreja Apostólica Pentecostal local e tentou, sem sucesso, impedi-lo de frequentar os cultos da igreja.
Embora tivessem simpatia por Jones por causa de sua situação precária, seus vizinhos relataram que ele era uma criança incomum, obcecada pela religião e pela morte. Jones visitava regularmente um fabricante de caixões em Lynn e realizava funerais simulados para animais atropelados que coletava. Um vizinho da família Jones chegou a afirmar que Jones matou um gato com uma faca em um desses funerais. Quando não conseguia que nenhuma criança comparecesse aos seus funerais, ele realizava os serviços religiosos sozinho. Jones afirmou ter habilidades únicas, como a capacidade de voar. Certa vez, ele saltou do telhado de um prédio para demonstrar suas habilidades aos outros, mas caiu e quebrou o braço. Mesmo assim, ele insistiu em dizer que tinha habilidades excepcionais, apesar da queda. Às vezes, ele colocava outras crianças em situações de risco de vida e dizia-lhes que era guiado pelo Anjo da Morte. Jones supostamente cometeu inúmeras pegadinhas sacrílegas nas igrejas que frequentou quando menino, de acordo com afirmações que fez na vida adulta. Ele alegou que havia roubado a Bíblia do ministro pentecostal e coberto Atos 2:38 com esterco de vaca. Ele também afirmou que certa vez substituiu a água benta por um copo de sua própria urina em uma igreja católica.
Um biógrafo de Jones sugeriu que ele desenvolveu interesses incomuns porque achava difícil fazer amigos. Embora suas estranhas práticas religiosas tenham sido as que mais chamaram a atenção de seus vizinhos, eles relataram que ele se comportava mal de maneiras mais sérias. Ele frequentemente roubava doces de comerciantes da cidade; sua mãe foi obrigada a pagar por seus roubos. Jones usava regularmente palavrões ofensivos, geralmente cumprimentando seus amigos e vizinhos dizendo: "Bom dia, seu filho da puta" ou "Olá, seu bastardo sujo". Semelhante a sua mãe Lynetta, que frequentemente xingava em público e se divertia com a ofensa das pessoas quando uma mulher xingava. A mãe de Jones costumava bater nele com um cinto de couro para punir seu mau comportamento.
Jones também desenvolveu um intenso interesse pelas doutrinas sociais. Tornou-se um leitor voraz que estudou Adolf Hitler, Josef Stalin, Karl Marx e Mahatma Gandhi. Jones diria à sua esposa que Mao Tsé-Tung era seu herói. Ele passava horas na biblioteca comunitária e levava livros para casa para lê-los à noite. Embora tenha estudado diferentes sistemas políticos, Jones não defendeu nenhuma visão política radical em sua juventude, mas quando a Segunda Guerra Mundial começou, Jones desenvolveu um intenso interesse pelo Partido Nazista. Ele ficou fascinado por sua pompa, sua coesão e pelo poder total de Hitler. Os membros de sua vizinhança acharam desconcertante que ele exaltasse a Alemanha Nazista. Jones agiu como um ditador sobre as outras crianças, ordenando-lhes que andassem juntos e espancando aqueles que desobedecessem. Um amigo de infância lembrou-se de Jones gritando "Heil Hitler!" e fazer a saudação nazista aos prisioneiros de guerra alemães que viajavam pela cidade a caminho de um centro de detenção.

Comentando sobre sua infância, Jones afirmou:
"Eu estava pronto para matar no final da terceira série. Quer dizer, eu era tão agressivo e hostil, estava pronto para matar. Ninguém me deu amor, qualquer compreensão. Naquela época, um pai deveria ir com um filho para as atividades escolares. Houve algum tipo de apresentação escolar, e os pais de todos estavam lá, menos os meus. Estou ali, sozinho. Sempre estive sozinho.
Tim Reiterman, jornalista e biógrafo de Jones, escreveu que a atração de Jones pela religião foi fortemente influenciada por seu desejo de ter uma família. Jones foi ver a família Kennedy em 1942, quando eles passaram o verão em Richmond, Indiana. Eles participavam de cultos quatro vezes por semana enquanto participavam de uma convenção religiosa de verão em uma igreja pentecostal próxima. Quando Jones voltou para Lynn no outono, ele perturbou sua vizinhança ao explicar detalhadamente a reprodução sexual para crianças pequenas. A mãe de Jones foi instada por muitas pessoas em Lynn a controlar seu comportamento, mas ela recusou. Muitos pais decidiram manter seus filhos longe de Jones por causa do problema. Ele havia se estabelecido como um pária entre seus amigos quando começou o  ensino médio e foi progressivamente desprezado pelos habitantes locais.

### Educação e casamento
No ensino médio, Jones continuou a se destacar de seus colegas. Jones era conhecido pelo apelido de "Jimmy" durante sua juventude, e quase sempre carregava sua Bíblia com ele. Jones era um bom aluno que gostava de debater com os professores. Ele também tinha o hábito de se recusar a responder a qualquer pessoa que falasse com ele primeiro e só iniciava conversas quando ele as iniciava. Em contraste com seus colegas, Jones era conhecido por vestir suas roupas de igreja dominical todos os dias da semana. Suas opiniões religiosas o alienaram de outros jovens. Ele frequentemente os confrontava por beberem cerveja, fumarem e dançarem. Às vezes, ele até interrompia os eventos de outros jovens e insistia para que lessem a Bíblia com ele.
Jones não gostava de praticar esportes porque detestava perder, então, em vez disso, treinou times para crianças mais novas. Jones ficou perturbado com o tratamento dispensado aos afro-americanos que compareceram a um jogo de beisebol que ele assistiu em Richmond, Indiana. Os acontecimentos daquele jogo de beisebol chamaram a atenção de Jones para a discriminação contra os afro-americanos e influenciaram sua forte aversão ao racismo. O pai de Jones pertencia ao ramo de Indiana da Ku Klux Klan, que gozava de apoio considerável em Indiana durante a Grande Depressão. Jones descreveu como ele e seu pai tiveram um desentendimento sobre raça e acrescentou que eles não se falavam há "muitos, muitos anos" porque seu pai proibiu um dos amigos negros de Jones de entrar em sua casa. No final das contas, o envolvimento de Jones na organização de ligas de beisebol terminou quando ele matou cruelmente um cachorro na frente dos jogadores, deixando-o cair de uma janela.
Os pais de Jones se separaram em 1945 e acabaram se divorciando. Jones mudou-se para Richmond, Indiana com sua mãe, onde se formou na Richmond High School em dezembro de 1948, cedo e com honras. Jones e sua mãe perderam o apoio financeiro de seus parentes após o divórcio.  Para se sustentar, Jones começou a trabalhar como auxiliar de enfermagem no Reid Hospital de Richmond em 1946. Jones era bem visto pela alta administração, mas os membros da equipe lembraram mais tarde que Jones exibia um comportamento perturbador com alguns pacientes e colegas de trabalho. Jones começou a namorar uma enfermeira em treinamento chamada Marceline Mae Baldwin enquanto trabalhava no Reid Hospital.
Jones mudou-se para Bloomington, Indiana, em novembro de 1948, onde frequentou a Indiana University Bloomington com a intenção de se tornar médico, mas mudou de ideia logo depois. Durante seu tempo na universidade, Jones ficou impressionado com um discurso proferido por Eleanor Roosevelt sobre a situação dos afro-americanos e começou a defender pela primeira vez o apoio ao comunismo e outras visões políticas radicais.
Jones e Baldwin continuaram o relacionamento enquanto ele frequentava a faculdade, e o casal se casou em 12 de junho de 1949. A primeira casa deles foi em Bloomington, onde Marceline trabalhava em um hospital próximo enquanto Jones frequentava a faculdade.  Marceline era metodista, e ela e Jones imediatamente começaram a discutir sobre a igreja. A forte oposição de Jones às práticas de segregação racial da Igreja Metodista foi uma tensão inicial em seu casamento e, durante todo o relacionamento, Jones frequentemente abusou emocional e psicologicamente de Marceline. Jones insistiu em frequentar o Tabernáculo do Evangelho Pleno de Bloomington, mas acabou cedendo e começou a frequentar uma igreja metodista local na maioria das manhãs de domingo. Apesar de frequentar as igrejas todas as semanas, Jones pressionou privadamente a sua esposa a aceitar o ateísmo.  
Ao longo dos anos, o casamento de Jones foi afetado pela sua insegurança. Muitas vezes ele sentiu a necessidade de testar o amor e a lealdade de Marceline, e às vezes usou métodos sádicos para fazê-lo. Uma tática recorrente que ele usou foi contar a ela que um de seus amigos próximos ou familiares havia morrido repentinamente e depois consolá-la pela perda, antes de finalmente admitir que a história era falsa.
Depois de frequentar a Universidade de Indiana por dois anos, o casal se mudou para Indianápolis em 1951. Jones teve aulas noturnas na Butler University para continuar seus estudos, finalmente obtendo um diploma no ensino secundário em 1961. Em 1951, Jones, de 20 anos, começou a frequentar reuniões do Partido Comunista dos EUA em Indianápolis. Jones e sua família enfrentaram assédio das autoridades governamentais por sua afiliação ao Partido Comunista durante 1952. Jones afirmou mais tarde que, em um evento, sua mãe foi assediada por agentes do FBI na frente de seus colegas de trabalho porque havia participado de uma reunião comunista com seu filho. Jones ficou frustrado com a perseguição aos comunistas nos EUA. Refletindo sobre a sua participação no Partido Comunista, Jones disse que se perguntou: "Como posso demonstrar o meu marxismo? A ideia era infiltrar-me na igreja".

## Templo dos Povos

### Criação

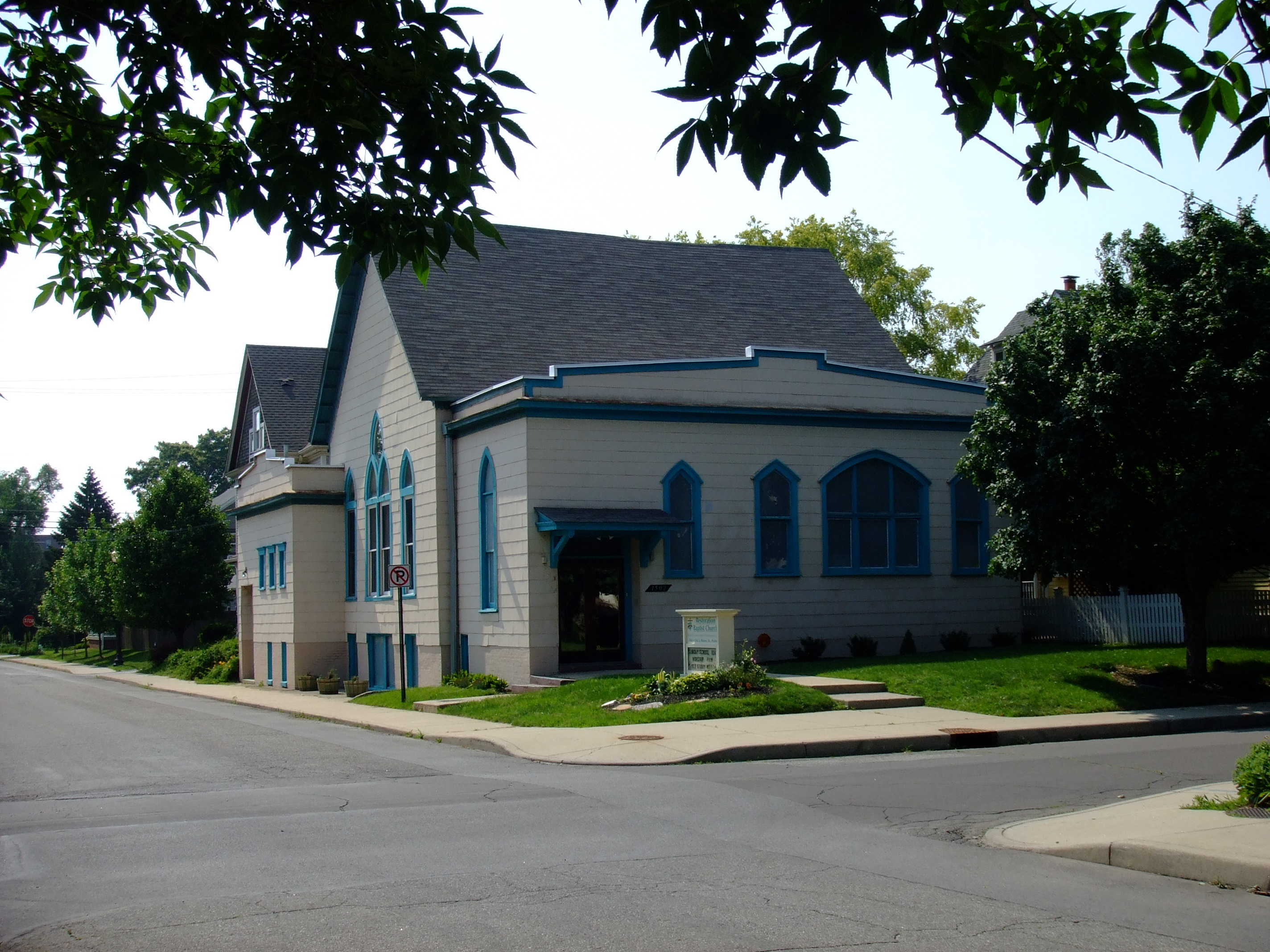
Primeira igreja de Jim Jones em Indianápolis, Indiana

O logotipo do Templo dos Povos, fundado por Jones.

No início de 1952, Jones anunciou à sua esposa e à família dela que se tornaria um ministro metodista, acreditando que a igreja estava pronta para "colocar em prática o socialismo real". Jones ficou surpreso quando um superintendente distrital metodista o ajudou a começar na igreja, embora soubesse que Jones era comunista.
No verão de 1952, Jones foi contratado como pastor estudante das crianças da Igreja Metodista Sommerset Southside, onde lançou um projeto para criar um playground que seria aberto a crianças de todas as raças. Jones continuou a visitar e falar em igrejas pentecostais enquanto servia como pastor estudantil metodista. No início de 1954, Jones foi demitido de seu cargo na Igreja Metodista, ostensivamente por roubar fundos da igreja, embora mais tarde ele tenha afirmado que deixou a igreja porque seus líderes o proibiram de integrar negros em sua congregação.
Por volta dessa época, em 1953, Jones visitou uma convenção pentecostal Latter Rain em Columbus, Indiana, onde uma mulher profetizou que Jones era um profeta com um grande ministério. Jones ficou surpreso com o endosso, mas aceitou de bom grado o chamado para pregar e subiu ao pódio para entregar uma mensagem à multidão. O pentecostalismo estava no meio dos movimentos de Reavivamento de Cura e Latter Rain durante a década de 1950.
Acreditando que o movimento Latter Rain, racialmente integrado e em rápido crescimento, lhe oferecia uma oportunidade maior de se tornar um pregador, Jones convenceu com sucesso sua esposa a deixar a igreja metodista e se juntar aos pentecostais. Em 1953, Jones começou a frequentar e pregar no Laurel Street Tabernacle em Indianápolis, uma igreja pentecostal da Assembléia de Deus. Jones realizou reavivamentos de cura lá até 1955 e começou a viajar e falar em outras igrejas do movimento Latter Rain. Ele foi orador convidado em uma convenção de 1953 em Detroit.
As Assembleias de Deus se opuseram fortemente ao movimento Latter Rain. Em 1955, eles designaram um novo pastor para o Laurel Street Tabernacle, que impôs a proibição denominacional de reavivamentos de cura. Isso levou Jones a sair e estabelecer Wings of Healing, uma nova igreja que mais tarde seria renomeada como Templo do Povo. A nova igreja de Jones atraiu apenas vinte membros que vieram com ele do Laurel Street Tabernacle e não foram capazes de apoiar financeiramente a sua visão. A certa altura, ele até vendeu macacos de estimação para arrecadar fundos para sua igreja. Jones viu necessidade de publicidade e começou a procurar uma maneira de popularizar seu ministério e recrutar membros.

### Movimento Latter Rain

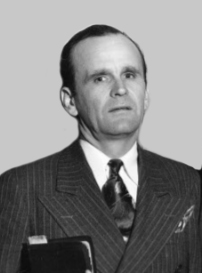
William Branham (retratado em 1947) ajudou a lançar e popularizar o ministério de Jim Jones em 1956.

Jones começou a se associar estreitamente com as Assembléias Independentes de Deus (IAoG), um grupo internacional de igrejas que abraçou o movimento Latter Rain. A IAoG tinha poucos requisitos para a ordenação de ministros e também aceitava práticas de cura divina. Em junho de 1955, Jones realizou suas primeiras reuniões conjuntas com William Branham, um evangelista de cura e líder pentecostal no Reavivamento de Cura global.
Em 1956, Jones foi ordenado ministro da IAoG por Joseph Mattsson-Boze, um líder do movimento Latter Rain e da IAoG. Jones rapidamente ganhou destaque no grupo e organizou e sediou uma convenção de cura que aconteceria de 11 a 15 de junho de 1956, no Tabernáculo Cadle de Indianápolis. Precisando de uma figura conhecida para atrair multidões, ele combinou de dividir o púlpito novamente com Branham. 
Branham era conhecido por dizer aos participantes seu nome, endereço e por que eles vieram orar, antes de declará-los curados.  Jones ficou intrigado com os métodos de Branham e começou a realizar os mesmos feitos. As reuniões de Jones e Branham foram muito bem-sucedidas e atraíram uma audiência de 11.000 pessoas em sua primeira campanha conjunta. Na convenção, Branham emitiu um endosso profético a Jones e ao seu ministério, dizendo que Deus usou a convenção para enviar um novo e grande ministério.
Muitos participantes acreditaram que o desempenho de Jones indicava que ele possuía um dom sobrenatural e, juntamente com o endosso de Branham, levou ao rápido crescimento do Templo do Povo. Jones foi particularmente eficaz no recrutamento entre os participantes afro-americanos nas convenções. De acordo com uma reportagem de jornal, a frequência regular ao Templo do Povo aumentou para 1.000 graças à publicidade que Branham forneceu a Jones e ao Templo do Povo.
Após a convenção, Jones renomeou sua igreja como "Igreja Cristã do Templo do Povo Evangelho Pleno" para associá-la ao Pentecostalismo do Evangelho Pleno; o nome foi posteriormente abreviado para Templo do Povo. Jones participou de uma série de campanhas de reavivamento multiestatais com Branham na segunda metade da década de 1950. Jones afirmou ser um seguidor e promotor da “Mensagem” de Branham durante o período. O Templo do Povo sediou uma segunda convenção pentecostal internacional em 1957, que foi novamente encabeçada por Branham. Através das convenções e com o apoio de Branham e Mattsson-Boze, Jones garantiu conexões em todo o movimento Latter Rain.
Jones adotou uma das doutrinas-chave da Chuva Posterior que continuou a promover pelo resto de sua vida: os Filhos Manifestados de Deus. William Branham e o movimento Latter Rain promoveram a crença de que os indivíduos poderiam tornar-se manifestações de Deus com dons sobrenaturais e habilidades sobre-humanas. Eles acreditavam que tal manifestação sinalizava a segunda vinda de Cristo, e que as pessoas dotadas com esses dons especiais dariam início a uma era milenar do céu na terra. Jones ficou fascinado com a ideia e adaptou-a para promover as suas próprias ideias utópicas e, eventualmente, a ideia de que ele próprio era uma manifestação de Deus.  No final da década de 1960, Jones passou a ensinar que era uma manifestação de "Cristo, a Revolução". 
Branham foi uma grande influência sobre Jones, que posteriormente adotou elementos dos métodos, doutrinas e estilo de Branham. Como Branham, Jones mais tarde alegaria ser um retorno de Elias, o Profeta, a voz de Deus, uma manifestação de Cristo, e promoveria a crença de que o fim do mundo era iminente. Jones aprendeu algumas de suas táticas de recrutamento mais bem-sucedidas com Branham.  Jones eventualmente se separou do movimento Latter Rain após um amargo desentendimento com Branham, no qual Jones profetizou a morte de Branham. A discordância deles estava possivelmente relacionada aos ensinamentos raciais de Branham ou à oposição cada vez mais vocal de Branham ao comunismo. 

### Movimento de Missão de Paz

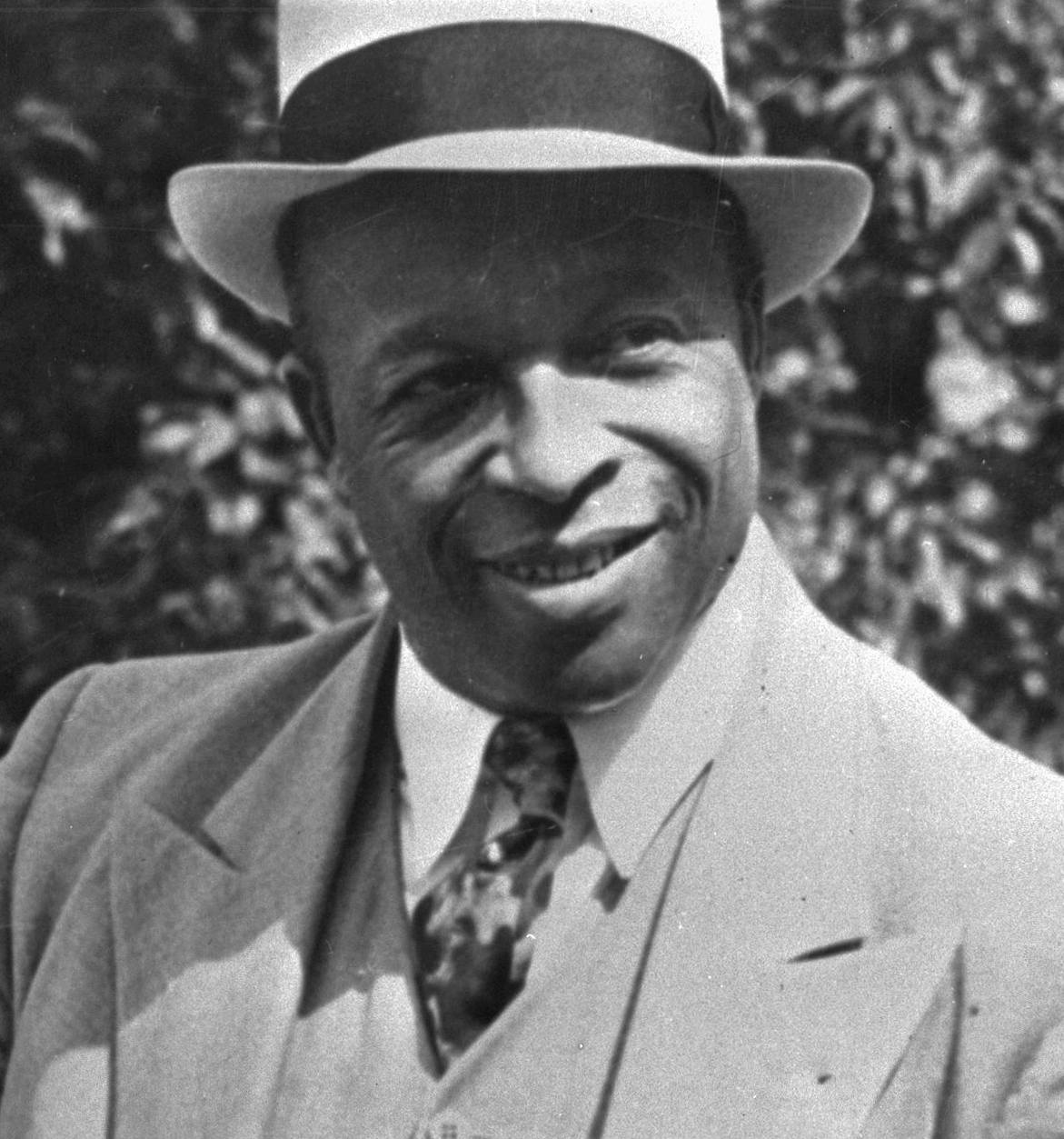
Father Divine foi uma grande influência no ministério de Jones.

Através do movimento Latter Rain, Jones tomou conhecimento do Father Divine, um líder espiritual afro-americano do movimento Missão Internacional de Paz que era frequentemente ridicularizado pelos ministros pentecostais por suas reivindicações à divindade. Em 1956, Jones fez sua primeira visita para investigar a Missão de Paz de Father Divine na Filadélfia. Jones teve o cuidado de explicar que sua visita à Missão de Paz foi para que ele pudesse “dar uma declaração autêntica, imparcial e objetiva” sobre suas atividades aos seus colegas ministros pentecostais.
Divine serviu como outra influência importante no desenvolvimento do ministério de Jones. Embora rejeitasse publicamente muitos dos ensinamentos de Father Divine, Jones na verdade começou a promover os ensinamentos de Divine sobre a vida comunitária e gradualmente implementou muitas das práticas de divulgação que testemunhou na Missão de Paz, incluindo a criação de uma cozinha comunitária e o fornecimento gratuito de mantimentos e roupas para pessoas necessitadas.
Jones fez uma segunda visita ao Father Divine em 1958 para aprender mais sobre suas práticas. Jones se gabou para sua congregação de que gostaria de ser o sucessor de Father Divine e fez muitas comparações entre seus dois ministérios. Jones começou a implementar progressivamente as práticas disciplinares que aprendeu com o Father Divine, que cada vez mais assumiram o controle sobre a vida dos membros do Templo do Povo.

### Discípulos de Cristo
À medida que Jones gradualmente se separou do pentecostalismo e do movimento Latter Rain, ele procurou uma organização que estivesse aberta a todas as suas crenças. Em 1960, o Peoples Temple juntou-se à denominação Discípulos de Cristo, cuja sede ficava nas proximidades de Indianápolis. Archie Ijames garantiu a Jones que a organização toleraria suas crenças políticas, e Jones foi finalmente ordenado por Discípulos de Cristo em 1964.
Jones foi ordenado ministro de Discípulos em uma época em que os requisitos para ordenação variavam muito e a membresia de Discípulos estava aberta a qualquer igreja. Em 1974 e 1977, a liderança dos Discípulos recebeu alegações de abuso no Templo do Povo. Eles conduziram investigações na época, mas não encontraram nenhuma evidência de irregularidade. Os discípulos de Cristo consideraram o Templo do Povo "um ministério cristão exemplar, superando as diferenças humanas e dedicado aos serviços humanos". O Templo do Povo contribuiu com $ 1,1 milhões ($ 4 697 803 em 2020) de dólares à denominação entre 1966 e 1977. Jones e o Templo do Povo permaneceram como parte dos Discípulos até o massacre de Jonestown.

### Integração racial

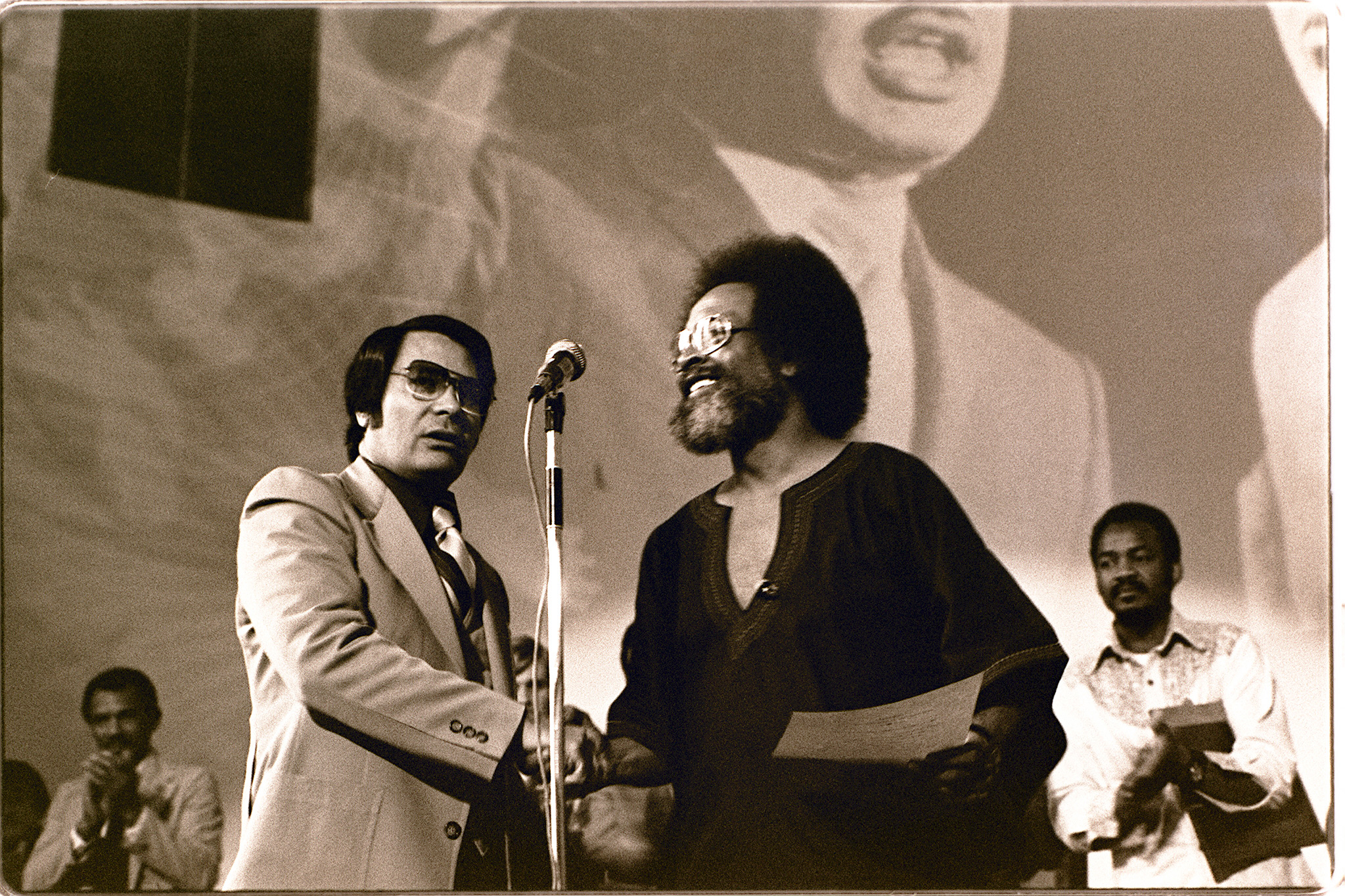
Jones recebe o Prêmio Humanitário Martin Luther King Jr. do Pastor Cecil Williams, 1977.

Em 1960, o prefeito de Indianápolis, Charles Boswell, nomeou Jones diretor da comissão local de direitos humanos. Jones ignorou o conselho de Boswell de se manter discreto e usou a posição para garantir novos meios de comunicação para suas opiniões em programas de rádio e televisão locais. O prefeito e outros comissários pediram-lhe que restringisse as suas ações públicas, mas ele recusou. Jones foi muito aplaudido numa reunião da NAACP e da Liga Urbana quando encorajou o seu público a ser mais militante, culminando o seu discurso com: "Deixem o meu povo ir!".
Durante seu tempo como diretor da comissão, Jones ajudou a integrar racialmente igrejas, restaurantes, a companhia telefônica, o Departamento de Polícia de Indianápolis, um teatro, e um parque de diversões, e o Hospital Metodista de Saúde da Universidade de Indiana.  Quando suásticas foram pintadas nas casas de duas famílias negras, Jones caminhou pela vizinhança, confortou a comunidade negra local e aconselhou as famílias brancas a não se mudarem.
Jones montou operações secretas para capturar restaurantes que se recusavam a atender clientes negros e escreveu aos líderes do Partido Nazista Americano e transmitiu suas respostas à mídia. Em 1961, Jones sofreu um colapso e foi hospitalizado. O hospital acidentalmente colocou Jones em sua enfermaria negra e ele se recusou a ser transferido; ele começou a arrumar as camas e a esvaziar as arrastadeiras dos pacientes negros. As pressões políticas resultantes das ações de Jones fizeram com que os funcionários do hospital desagregassem as enfermarias.
Em Indiana, Jones foi criticado por suas visões integracionistas. O Templo do Povo tornou-se alvo dos supremacistas brancos. Entre vários incidentes, uma suástica foi colocada no Templo, uma banana de dinamite foi deixada em uma pilha de carvão do Templo e um gato morto foi jogado na casa de Jones após um telefonema ameaçador. No entanto, a publicidade gerada pelas atividades de Jones atraiu uma congregação maior. No final de 1961, Indianápolis era uma cidade muito mais integrada racialmente e "Jim Jones era quase inteiramente responsável". 

### "Família Arco-Íris"
Jones e sua esposa adotaram várias crianças não brancas. Jones referiu-se à sua família como uma "família arco-íris" e declarou: "A integração é uma coisa mais pessoal para mim agora. É uma questão do futuro do meu filho". Ele também retratou o Templo como uma "família arco-íris". Em 1954, os Jones adotaram sua primeira filha, Agnes, que era parte nativa americana. Em 1959, eles adotaram três crianças coreano-americanas chamadas Lew, Stephanie e Suzanne, e encorajaram os membros do Templo a adotarem órfãos da Coreia devastada pela guerra. Stephanie Jones morreu aos 5 anos em um acidente de carro em maio de 1959.
Em junho de 1959, Jones e sua esposa tiveram seu único filho biológico, batizado de Stephan Gandhi. Em 1961, eles se tornaram o primeiro casal branco em Indiana a adotar uma criança negra, batizando-o de Jim Jones Jr. Eles adotaram um filho branco, originalmente chamado Timothy Glen Tupper (abreviado para Tim), cuja mãe biológica era membro do Templo. Jones foi pai de Jim Jon (Kimo) com Carolyn Layton, membro do Templo.

### Realocando o Templo dos Povos e Viagem ao Brasil
Em 1961, Jones alertou sua congregação de que havia recebido visões de um ataque nuclear que devastaria Indianápolis.  Sua esposa confidenciou aos amigos que ele estava ficando cada vez mais paranoico.  Como outros seguidores de William Branham que se mudaram para a América do Sul durante a década de 1960, Jones pode ter sido influenciado pela profecia de Branham de 1961 sobre a destruição dos Estados Unidos numa guerra nuclear. Jones começou a procurar uma maneira de escapar da destruição que acreditava ser iminente. Em janeiro de 1962, ele leu um artigo da revista Esquire que afirmava que a América do Sul era o lugar mais seguro para residir e escapar de qualquer guerra nuclear iminente. Jones decidiu viajar para a América do Sul em busca de um local para realocar o Templo do Povo.
Jones fez escala em Georgetown, na Guiana, a caminho do Brasil. Jones realizou reuniões de avivamento na Guiana, que era uma colônia britânica. Continuando para o Brasil, a família de Jones alugou uma modesta casa de três quartos em Belo Horizonte. Jones estudou a economia local e a receptividade das minorias raciais à sua mensagem, mas descobriu que o idioma era uma barreira. Com cuidado para não se retratar como comunista, ele falou de um estilo de vida comunitário apostólico em vez de marxismo. A família mudou-se para o Rio de Janeiro em meados de 1963, onde trabalhou com os pobres nas favelas. Jones também explorou o sincretismo das religiões brasileiras.
Incapaz de encontrar um local que considerasse adequado para o Templo do Povo, Jones foi atormentado pela culpa por abandonar a luta pelos direitos civis em Indiana. Durante o ano de sua ausência, a frequência regular ao Templo do Povo diminuiu para menos de 100. Jones exigiu que o Templo do Povo enviasse todas as suas receitas para ele na América do Sul para apoiar seus esforços e a igreja se endividou para apoiar sua missão. No final de 1963, Archie Ijames avisou que o Templo estava prestes a desabar e ameaçou renunciar se Jones não retornasse logo. Jones voltou relutantemente para Indiana.
Jones chegou em dezembro de 1963 e encontrou o Templo do Povo amargamente dividido. Questões financeiras e baixa frequência forçaram Jones a vender o prédio da igreja Peoples Temple e a se mudar para um prédio menor próximo. Para arrecadar dinheiro, Jones retornou brevemente ao circuito de avivamento, viajando e realizando campanhas de cura com grupos de Latter Rain. Possivelmente para distrair os membros do Templo do Povo das questões enfrentadas pelo seu grupo, ele disse à sua congregação em Indiana que o mundo seria engolfado pela guerra nuclear em 15 de julho de 1967, levando a um novo Éden socialista na Terra, e que o Templo deveria se mudar para o Norte da Califórnia por segurança.
Durante 1964, Jones fez várias viagens à Califórnia para encontrar um local adequado para se mudar. Em julho de 1965, Jones e seus seguidores começaram a se mudar para seu novo local em Redwood Valley, Califórnia, perto da cidade de Ukiah. Russell Winberg, pastor assistente do Peoples Temple, resistiu fortemente aos esforços de Jones para mudar a congregação e alertou os membros que Jones estava abandonando o cristianismo.  Winberg assumiu a liderança da igreja de Indianápolis quando Jones partiu. Cerca de 140 dos seguidores mais leais de Jones mudaram-se para a Califórnia, enquanto o restante permaneceu com Winberg. 
Na Califórnia, Jones conseguiu um emprego como professor de história e governo em uma escola de educação de adultos em Ukiah. Jones usou sua posição para recrutar para o Templo do Povo, ensinando a seus alunos os benefícios do marxismo e dando palestras sobre religião. Jones plantou membros leais do Templo do Povo nas aulas para ajudá-lo no recrutamento. Jones recrutou 50 novos membros para o Templo do Povo nos primeiros meses. Em 1967, os seguidores de Jones persuadiram outros 75 membros da congregação de Indianápolis a se mudarem para a Califórnia.
Em 1968, a localização do Templo dos Povos na Califórnia foi admitida aos Discípulos de Cristo. Jones começou a usar a conexão denominacional para promover o Templo do Povo como parte da denominação de 1,5 milhão de membros. Ele interpretou membros famosos dos Discípulos, incluindo Lyndon Johnson e J. Edgar Hoover, e deturpou a natureza de sua posição na denominação. Em 1969, Jones aumentou o número de membros do Templo do Povo na Califórnia para 300.

### Socialismo Apostólico
Jones desenvolveu uma teologia influenciada pelos ensinamentos de William Branham e do movimento Latter Rain, pelos ensinamentos do "socialismo econômico divino" do Pai Divine, e infundida com a visão de mundo comunista pessoal de Jones. Jones referiu-se aos seus pontos de vista como "Socialismo Apostólico". Jones ocultou os aspectos comunistas de seus ensinamentos até o final da década de 1960, após a mudança do Templo do Povo para a Califórnia, onde começou gradualmente a apresentar todas as suas crenças aos seus seguidores.
Jones ensinou que “aqueles que permaneceram drogados com o opiáceo da religião tiveram que ser levados à iluminação”, que ele definiu como socialismo. Jones afirmou que o Cristianismo tradicional tinha uma visão incorreta de Deus. No início da década de 1970, Jones começou a ridicularizar o cristianismo tradicional como uma "religião voadora", rejeitando a Bíblia como uma ferramenta para oprimir mulheres e não-brancos. Jones referiu-se à visão de Deus do cristianismo tradicional como um "Deus do Céu" que "não era Deus".  Em vez disso, Jones afirmou ser Deus, e nenhum Deus além dele.

Jones promoveu cada vez mais a ideia de sua própria divindade, chegando ao ponto de dizer à sua congregação que "vim como Deus Socialista". Jones evitou cuidadosamente reivindicar a divindade fora do Templo do Povo, mas esperava ser reconhecido como divino entre seus seguidores. O ex-membro do Templo, Hue Fortson Jr., citou-o dizendo:
O que você precisa acreditar é o que você pode ver.... Se você me vê como seu amigo, serei seu amigo. Como você me vê como seu pai, eu serei seu pai, para aqueles de vocês que não têm pai... Se você me vê como seu salvador, eu serei seu salvador. Se você me ver como seu Deus, eu serei seu Deus.
Atacando ainda mais o cristianismo tradicional, Jones escreveu e distribuiu um tratado intitulado "The Letter Killeth", criticando a Bíblia do Rei Jaime e descartando o Rei Jaime VI como proprietário de escravos e capitalista responsável pela tradução corrupta das escrituras. Jones afirmou que foi enviado para compartilhar o verdadeiro significado do evangelho que havia sido escondido por líderes corruptos.
Jones rejeitou até mesmo os poucos princípios exigidos da denominação Discípulos de Cristo. Em vez de implementar os sacramentos prescritos pelos Discípulos, Jones seguiu as práticas da sagrada comunhão do Father Divine. Jones criou sua própria fórmula batismal, batizando seus convertidos "no santo nome do Socialismo".
Explicando a natureza do pecado, Jones afirmou: "Se você nasceu na América capitalista, na América racista, na América fascista, então você nasceu no pecado. Mas se você nasceu no socialismo, você não nasceu no pecado". Baseando-se numa profecia do Livro do Apocalipse, ele ensinou que a cultura capitalista americana era uma "Babilônia" irremediável.
Jones frequentemente alertava seus seguidores sobre uma iminente guerra racial nuclear apocalíptica. Ele alegou que os nazistas e os supremacistas brancos colocariam pessoas de cor em campos de concentração. Jones disse que ele era um messias enviado para salvar as pessoas. Ele ensinou aos seus seguidores que a única maneira de escapar da suposta catástrofe iminente era aceitar os seus ensinamentos, e que depois do fim do apocalipse, eles emergiriam para estabelecer uma sociedade comunista perfeita.
Publicamente, Jones teve o cuidado de sempre expressar as suas opiniões socialistas em termos religiosos, como "justiça social apostólica".  “Viver os Atos dos Apóstolos” era seu eufemismo para viver um estilo de vida comunitário. Enquanto estava nos Estados Unidos, Jones temia que o público descobrisse toda a extensão de suas opiniões comunistas, o que ele temia que lhe custasse o apoio dos líderes políticos e corresse o risco de o Templo do Povo ser expulso dos Discípulos de Cristo.  Jones temia perder o status de isenção fiscal da igreja e ter que reportar suas transações financeiras à Receita Federal.
Os historiadores estão divididos sobre se Jones realmente acreditava em seus próprios ensinamentos ou se apenas os estava usando para manipular as pessoas. Jeff Guinn disse: “É impossível saber se Jones gradualmente passou a pensar que era um vaso terreno de Deus, ou se chegou a essa conclusão conveniente para aumentar sua autoridade sobre seus seguidores”.  Em uma entrevista de 1976, Jones afirmou ser agnóstico e/ou ateu. Marceline afirmou numa entrevista ao New York Times em 1977 que Jones estava tentando promover o marxismo nos EUA mobilizando as pessoas através da religião. Ela disse que Jones chamou a Bíblia de “ídolo de papel” que ele queria destruir.
Jones ensinou aos seus seguidores que os fins justificam os meios e autorizou-os a alcançar a sua visão por quaisquer meios necessários. Mais tarde, pessoas de fora apontariam para este aspecto dos ensinamentos de Jones para alegar que ele não acreditava genuinamente em seus próprios ensinamentos, mas estava "moralmente falido" e apenas manipulava a religião e outros elementos da sociedade "para alcançar seus próprios fins egoístas".

### Primeiros relatos de abuso
Jones começou a usar drogas ilícitas depois de se mudar para a Califórnia, o que aumentou ainda mais sua paranoia. Ele usou cada vez mais o medo para controlar e manipular seus seguidores. Jones frequentemente alertava seus seguidores de que havia um inimigo tentando destruí-los. A identidade desse inimigo mudou ao longo do tempo, da Ku Klux Klan aos nazistas, aos vigilantes caipiras e, finalmente, ao governo americano. Ele frequentemente profetizava que incêndios, acidentes de carro e morte ou ferimentos atingiam qualquer pessoa que fosse infiel a ele e a seus ensinamentos. Ele constantemente pressionava seus seguidores a serem agressivos na promoção e no cumprimento de suas crenças.
Jones estabeleceu uma Comissão de Planejamento composta por seus tenentes para dirigir o estilo de vida comunitário dos Templos dos Povos. Jones, através da Comissão de Planejamento, começou a controlar todos os aspectos da vida de seus seguidores. Os membros que se juntaram ao Templo do Povo entregaram todos os seus bens à igreja em troca de alojamento e alimentação gratuitos. Os membros que trabalhavam fora do Templo entregavam sua renda para ser usada em benefício da comunidade. Jones orientou grupos de seus seguidores a trabalhar em vários projetos para obter renda adicional e montou uma operação agrícola em Redwood Valley para cultivar alimentos. Grandes projetos comunitários foram organizados e os membros do Templo foram transportados de ônibus para realizar trabalhos e serviços comunitários em toda a região.
Os primeiros casos conhecidos de abusos graves no Templo do Povo surgiram na Califórnia, quando a Comissão de Planejamento aplicava medidas disciplinares contra os membros que não cumpriam a visão de Jones ou não seguiam as regras. O controle de Jones sobre os membros do Templo do Povo estendia-se às suas vidas sexuais e a quem poderia se casar. Alguns membros foram coagidos a fazer abortos. Jones começou a exigir favores sexuais das esposas de alguns membros da igreja, e estuprou vários membros do sexo masculino de sua congregação.
Os membros que se rebelaram contra o controle de Jones foram punidos com rações alimentares reduzidas, horários de trabalho mais rigorosos, ridicularização e humilhações públicas e, às vezes, com violência física. À medida que o número de membros do Templo crescia, Jones criou um grupo de segurança armado para garantir a ordem entre seus seguidores e garantir sua própria segurança pessoal.

### Foco em São Francisco

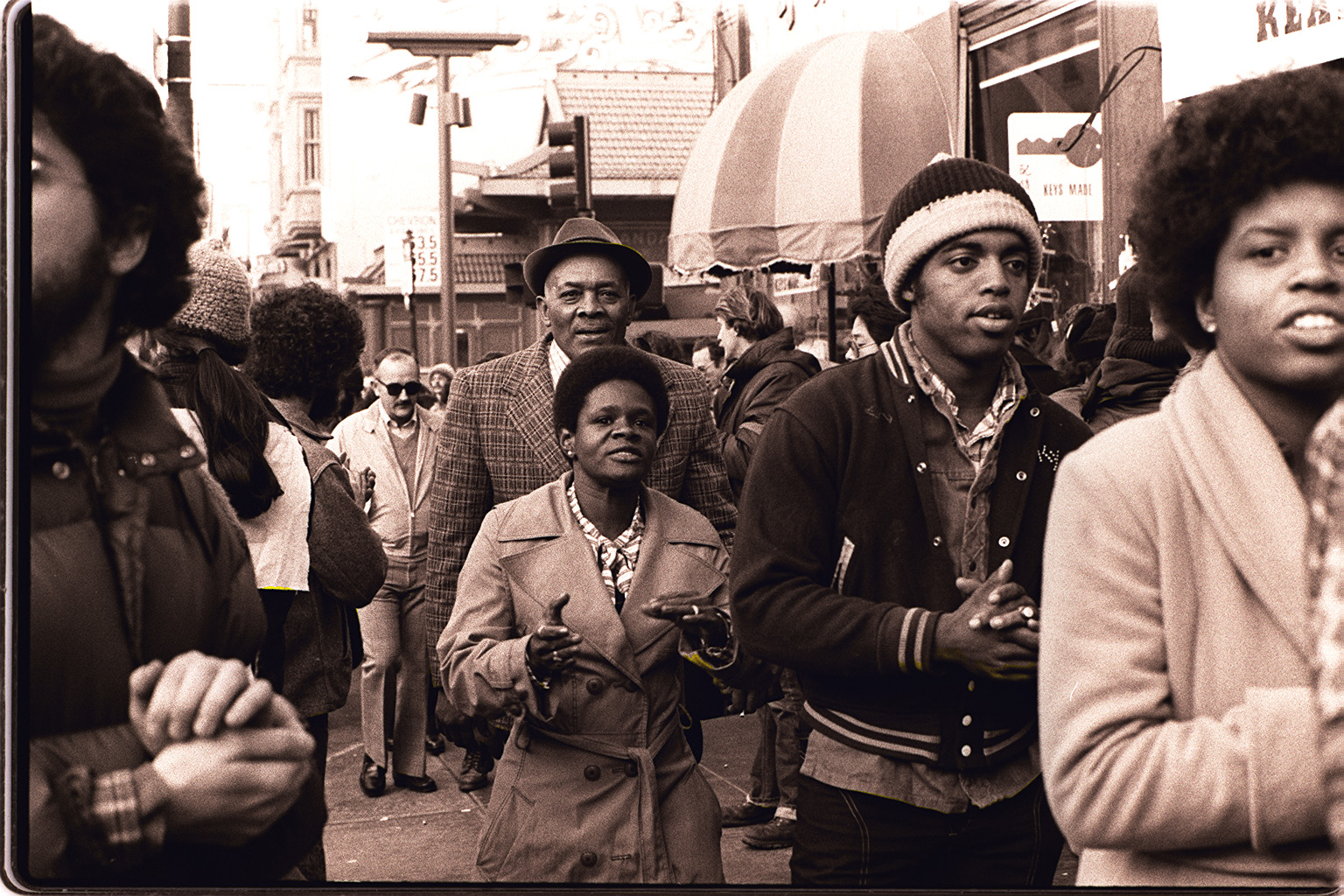
Membros do Templo do Povo participam de um comício anti-despejo no International Hotel, em São Francisco, em janeiro de 1977.

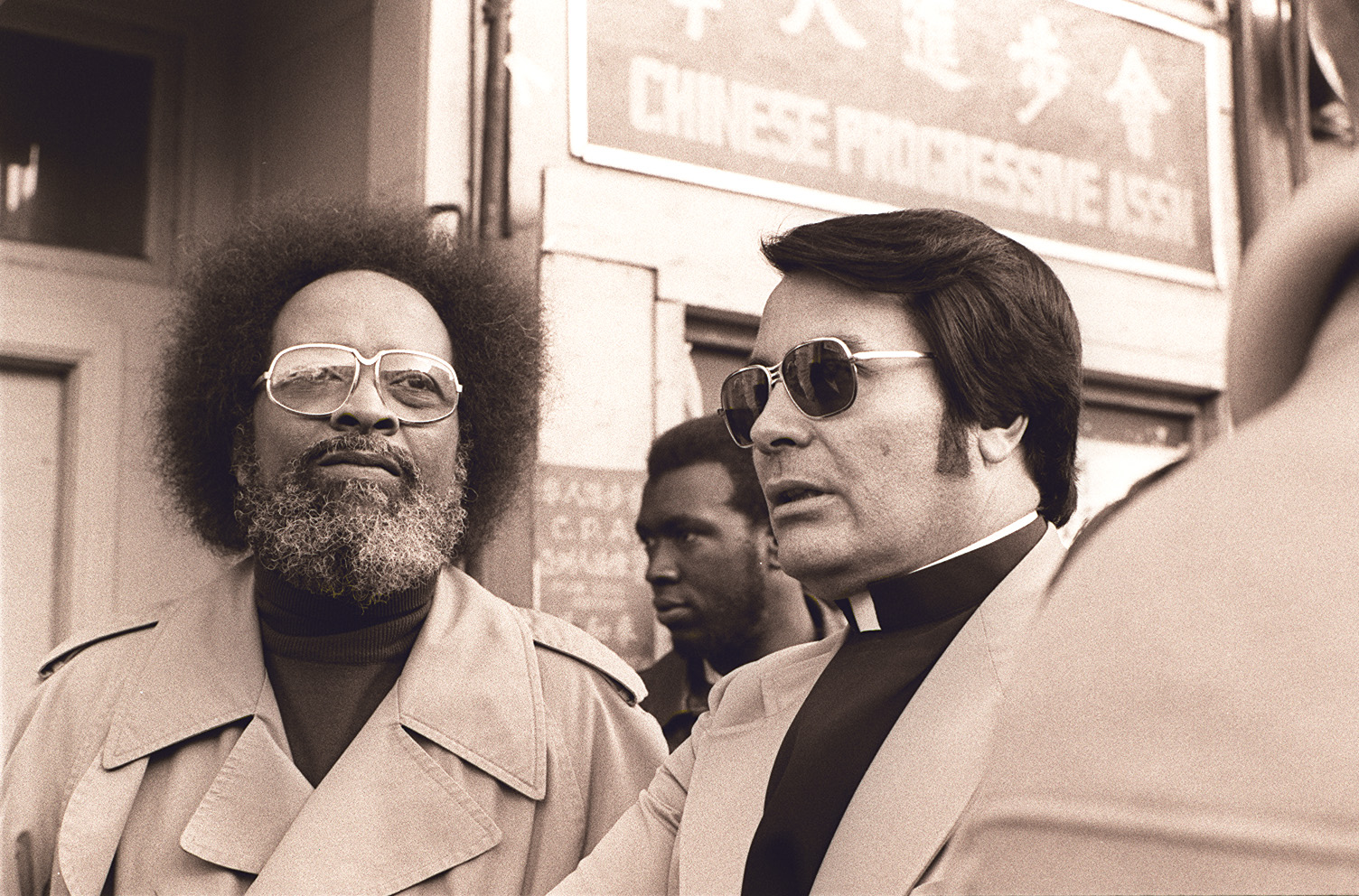
Reverendo Cecil Williams e Jones protestam contra despejos no International Hotel em San Francisco, janeiro de 1977.

No final de 1969, o Templo do Povo estava crescendo rapidamente. A mensagem de Jones de socialismo económico e igualdade racial, juntamente com a natureza integrada do Templo dos Povos, revelou-se atraente, especialmente para estudantes e minorias raciais.  Em 1970, o Templo abriu filiais em várias cidades, incluindo São Fernando, São Francisco e Los Angeles, quando Jones começou a mudar seu foco para as principais cidades da Califórnia devido às oportunidades limitadas de expansão em Ukiah. Ele finalmente mudou a sede do Templo para São Francisco, que era um importante centro de movimentos radicais de protesto. Em 1973, o Peoples Temple alcançou 2.570 membros,  com 36.000 assinantes de seu boletim informativo de arrecadação de fundos.
Jones fez crescer o Templo visando propositalmente outras igrejas. Em 1970, Jones e 150 de seus seguidores fizeram uma viagem à Igreja Batista Missionária de São Francisco. Jones realizou uma reunião de reavivamento de cura pela fé onde impressionou a multidão ao afirmar ter curado um homem com câncer; seus seguidores mais tarde admitiram tê-lo ajudado a encenar a "cura". No final do evento, ele começou a atacar e condenar os ensinamentos batistas e a encorajar os membros a abandonarem sua igreja e se juntarem a ele.
O evento foi um sucesso e Jones recrutou cerca de 200 novos membros para o Templo do Povo. Numa tentativa menos bem-sucedida em 1971, Jones e um grande número de seus seguidores visitaram o túmulo e o santuário erguidos para o Father Divine logo após sua morte. Jones confrontou a esposa de Divine e afirmou ser a reencarnação do Father Divine. Em um banquete naquela noite, os seguidores de Jones assumiram o controle do evento e Jones dirigiu-se aos seguidores de Divine, novamente alegando que ele era o sucessor do Father Divine. A esposa de Divine se levantou e acusou Jones de ser o diabo disfarçado e exigiu que ele fosse embora. Jones conseguiu recrutar apenas doze seguidores durante o evento.
Jones tornou-se ativo na política de São Francisco e conseguiu entrar em contato com políticos locais e estaduais proeminentes. Graças ao seu número crescente, Jones e o Templo desempenharam um papel fundamental na eleição de George Moscone como prefeito em 1975. Moscone posteriormente nomeou Jones como presidente da Comissão da Autoridade de Habitação de São Francisco.  

Jones recebeu figuras políticas locais em seu apartamento em São Francisco para discussões. Em setembro de 1976, o senador Willie Brown serviu como mestre de cerimônias em um grande jantar em homenagem a Jones com a presença do governador Jerry Brown e do vice-governador Mervyn Dymally.  Naquele jantar, Willie Brown elogiou Jones como "o que você deveria ver todos os dias quando se olha no espelho" e disse que ele era uma combinação de Martin Luther King Jr., Angela Davis, Albert Einstein e Mao. Harvey Milk falou ao público durante comícios políticos realizados no Templo, e escreveu a Jones após uma dessas visitas:
Reverendo Jim, posso levar muitos dias para voltar do alto que alcancei hoje. Encontrei algo querido hoje. Encontrei uma sensação de ser que compensa todas as horas e energia investidas em uma luta. Encontrei o que você queria que eu encontrasse. Eu voltarei. Pois eu nunca poderei sair.
Através de suas conexões com políticos da Califórnia, Jones conseguiu estabelecer contatos com importantes figuras políticas nacionais. Jones e Moscone se reuniram em particular com o candidato à vice-presidência Walter Mondale em seu avião de campanha dias antes da eleição de 1976, levando Mondale a elogiar publicamente o Templo. A primeira-dama Rosalynn Carter reuniu-se com Jones em diversas ocasiões, correspondeu-se com ele sobre Cuba e falou com ele na inauguração da sede em São Francisco – onde ele recebeu aplausos mais fortes do que ela. Jones forjou alianças com colunistas importantes e outros do San Francisco Chronicle e outros meios de comunicação que deram a Jones uma imprensa favorável durante seus primeiros anos na Califórnia.

## Jonestown

### Problemas de publicidade
Jones começou a receber notícias negativas a partir de outubro de 1971, quando repórteres cobriram um dos serviços de cura divina de Jones durante uma visita à sua antiga igreja em Indianápolis. A reportagem levou a uma investigação do Conselho de Psicologia do Estado de Indiana sobre as práticas de cura de Jones em 1972.  Um médico envolvido na investigação acusou Jones de "charlatanismo" e desafiou Jones a fornecer amostras de tecido do material que ele alegou ter caído das pessoas quando elas foram curadas do câncer. A investigação causou alarme dentro do Templo.
Jones vinha realizando “milagres” de cura pela fé desde suas campanhas conjuntas com William Branham. "Em diversas ocasiões, suas curas foram reveladas como nada além de uma farsa."  Em um incidente, Jones drogou Irene Mason, membro do Templo, e enquanto ela estava inconsciente, um gesso foi colocado em seu braço. Quando ela recuperou a consciência, foi informada que ela havia caído e quebrado o braço e foi levada ao hospital. Num culto de cura subsequente, Jones removeu o gesso na frente da congregação e disse-lhes que estava curada. Em outros casos, Jones fez com que alguém de seu círculo íntimo entrasse na fila de oração pela cura do câncer. Depois de ser “curada”, a pessoa fingia tossir o tumor, que na verdade era uma moela de galinha.

Jones também fingiu ter "revelações especiais" sobre indivíduos que revelavam supostos detalhes ocultos de suas vidas.
Jones tinha colegas de trabalho que ligavam para as casas dos recrutas em potencial e faziam perguntas detalhadas a fim de fazer um exame não relacionado. Isso forneceu a Jones informações privilegiadas que o fariam parecer clarividente e possuidor de poderes sobre-humanos. — Ann Svendsen
Jones temia que seus métodos fossem expostos pela investigação. Em resposta, Jones anunciou que estava encerrando seu ministério em Indiana porque era muito longe da Califórnia para ele atender e minimizou suas reivindicações de cura às autoridades. A questão só aumentou, no entanto, e Lester Kinsolving publicou uma série de artigos visando Jones e Peoples Temple no San Francisco Examiner em setembro de 1972. As histórias relatavam as afirmações de divindade de Jones e expunham supostos milagres como uma farsa.
Em 1973, Ross Case, um ex-seguidor de Jones, começou a trabalhar com um grupo em Ukiah para investigar o Templo do Povo. Eles descobriram uma cura encenada, o tratamento abusivo de uma mulher na igreja e evidências de que Jones estuprou um membro masculino de sua congregação. Relatos da atividade de Case chegaram a Jones, que ficou cada vez mais paranoico com o fato de as autoridades estarem atrás dele. Case relatou suas descobertas à polícia local, mas eles não tomaram nenhuma atitude.
Pouco depois, oito membros do Templo do Povo fizeram acusações de abuso contra a Comissão de Planejamento e funcionários do Templo do Povo. Acusaram os membros da Comissão de Planeamento de serem homossexuais e questionaram o seu verdadeiro compromisso com o socialismo, antes de deixarem o Templo do Povo. Jones ficou convencido de que estava perdendo o controle e precisava realocar o Templo do Povo para escapar das crescentes ameaças e alegações.
Em 13 de dezembro de 1973, Jones foi preso e acusado de conduta obscena por supostamente se masturbar na presença de um vice-oficial disfarçado do LAPD em um banheiro de cinema perto do MacArthur Park, em Los Angeles. Em 20 de dezembro de 1973, a acusação contra Jones foi rejeitada, embora os detalhes da demissão não sejam claros. O processo judicial foi lacrado e o juiz ordenou que os registros da prisão fossem destruídos.

### Fuga para a Guiana
No outono de 1973, Jones e a Comissão de Planejamento elaboraram um plano para escapar dos Estados Unidos no caso de um ataque do governo e começaram a desenvolver um plano de longo prazo para realocar o Templo do Povo. O grupo decidiu pela Guiana como um local favorável, citando sua recente revolução, o governo socialista e a reação favorável que Jones recebeu quando viajou para lá em 1963. Em outubro, o grupo votou por unanimidade pela criação de uma comuna agrícola na Guiana. Em dezembro, Jones e Ijames viajaram para a Guiana para encontrar um local adequado.
Numa entrevista a um jornal, Jones indicou que preferia estabelecer a sua comuna num país comunista como a China ou a União Soviética, e ficou triste com a sua incapacidade de o fazer. Jones descreveu Lenin e Stalin como seus heróis e viu a União Soviética como uma sociedade ideal.
No verão de 1974, terras e suprimentos foram adquiridos na Guiana. Jones foi encarregado do projeto e supervisionou a instalação de uma estação de geração de energia, a limpeza de campos para agricultura e a construção de dormitórios para preparar os primeiros colonos. Em dezembro de 1974, o primeiro grupo chegou à Guiana para iniciar a operação da comuna que ficaria conhecida como Jonestown.

Jones deixou James para supervisionar Jonestown enquanto ele retornava aos Estados Unidos para continuar seus esforços para combater a imprensa negativa. Ele não teve sucesso e mais histórias de abuso no Templo do Povo vazaram para o público. Em março de 1977, Marshall Kilduff publicou uma história na revista New West expondo os abusos no Templo do Povo. O artigo incluía alegações feitas por desertores do Templo de abuso físico, emocional e sexual.  

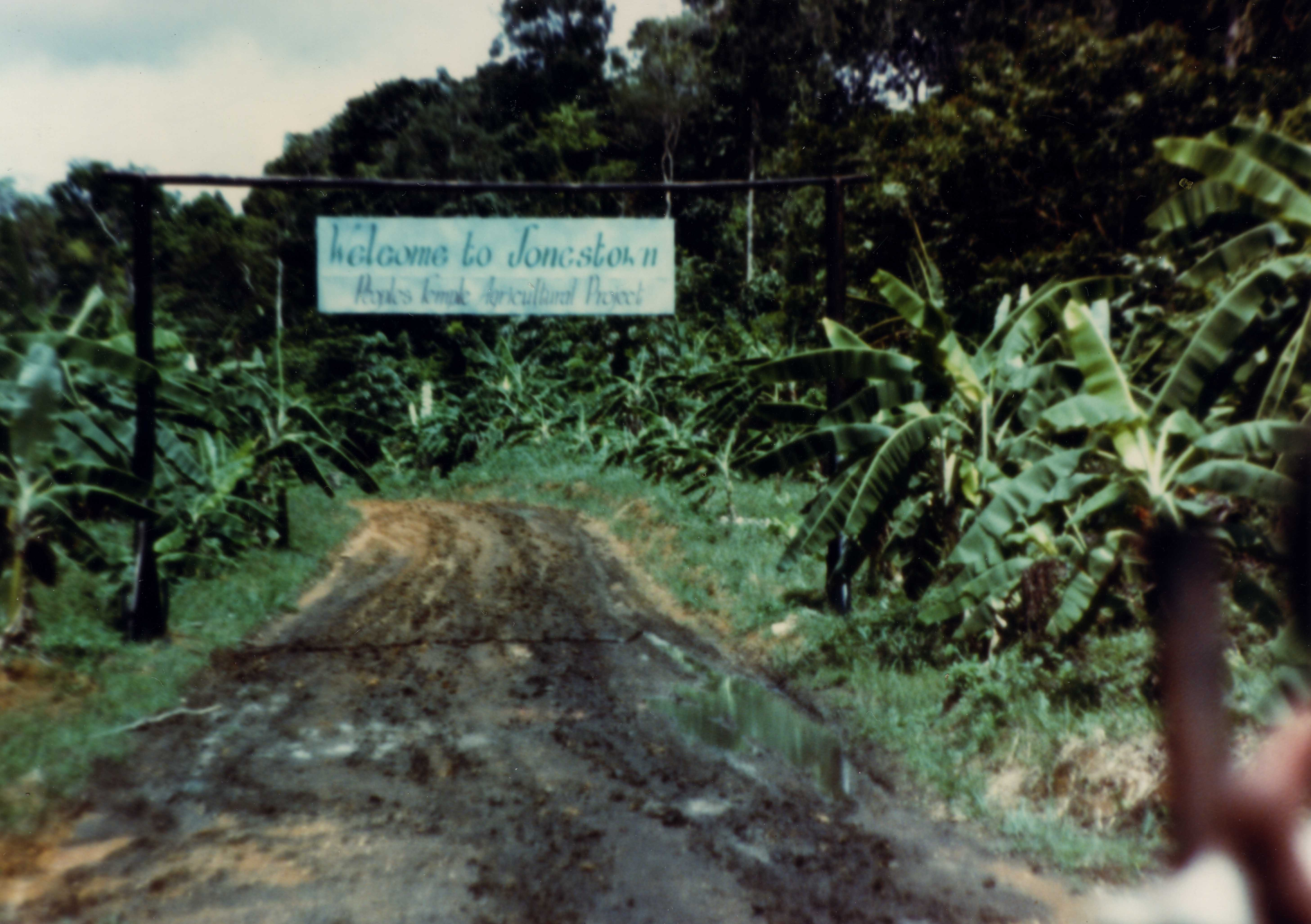
Entrada de Jonestown.

O artigo convenceu Jones de que era hora de se mudar permanentemente para a América do Sul, e ele começou a obrigar os membros do Templo do Povo a se mudarem com ele. Jones promoveu a comuna como um meio de criar um “paraíso socialista” e um “santuário” contra o escrutínio da mídia em São Francisco.  Jones pretendia estabelecê-lo como uma comunidade comunista modelo, acrescentando que o Templo incluía "os comunistas mais puros que existem". Assim que chegaram a Jonestown, Jones impediu os membros de deixarem o assentamento.  Os filmes divertidos de Georgetown que os colonos assistiram foram em sua maioria cancelados em favor de curtas de propaganda soviética e documentários sobre os problemas sociais americanos. Lições sobre afiliações soviéticas, crises de Jones e os supostos "mercenários" despachados por Tim Stoen, que desertaram do Templo e se voltaram contra o grupo, foram o tema de palestras para adultos à meia-noite e discussões em sala de aula sobre os discursos de Jones sobre revolução e adversários.
Jonestown tinha cerca de 50 colonos no início de 1977 que estavam expandindo a comuna, mas não estava pronta para lidar com um grande influxo de colonos.As exigências burocráticas após a chegada de Jones minaram os recursos de mão de obra para outras necessidades. Os edifícios caíram em desuso e as ervas daninhas invadiram os campos. James alertou Jones que as instalações só poderiam acomodar 200 pessoas, mas Jones acreditava que a necessidade de mudança era urgente e estava determinado a mudar imediatamente. Em maio de 1977, Jones e cerca de 600 de seus seguidores chegaram a Jonestown; cerca de 400 mais seguiram nos meses subsequentes. Jones começou a transferir os ativos financeiros do Templo para o exterior e a vender propriedades nos Estados Unidos. O Templo do Povo tinha mais de US$ 10 milhões ($ 42 707 304 em 2020) de dólares em ativos na época. Apesar da imprensa negativa antes de sua partida, Jones ainda era muito respeitado fora do Templo do Povo por estabelecer uma igreja racialmente integrada que ajudava os desfavorecidos; 68% dos residentes de Jonestown eram negros.
Durante os primeiros meses, os membros do Templo trabalharam seis dias por semana, aproximadamente das 06h30 às 18h30, com uma hora para almoço. A semana de trabalho foi reduzida para oito horas por dia, cinco dias por semana, em meados de 1978, depois que a saúde de Jones começou a piorar e sua esposa começou a assumir mais a gestão das atividades de Jonestown. Após o término do dia de trabalho, os membros do Templo participavam de várias horas de atividades em um pavilhão, incluindo aulas de socialismo. Jones comparou esse horário ao sistema norte-coreano de oito horas diárias de trabalho seguidas de oito horas de estudo. Isto também estava de acordo com a prática do Templo de submeter gradualmente os seus seguidores a técnicas sofisticadas de controlo mental e modificação de comportamento emprestadas da Coreia de Kim Il-sung e da  China de Mao Tsé-Tung. Jones costumava ler notícias e comentários, incluindo itens da Rádio Moscou e da Rádio Havana, e era conhecido por ficar do lado dos soviéticos em vez dos chineses durante a ruptura sino-soviética.
As leituras de notícias de Jones geralmente retratavam os EUA como um vilão "capitalista" e "imperialista", enquanto lançavam líderes "socialistas", como Kim Il Sung, Robert Mugabe, e Josef Stalin de uma forma positiva. Gravações de reuniões comunitárias mostram quão lívido e frustrado Jones ficava quando alguém não entendia ou não achava interessante a mensagem que Jones estava transmitindo a eles.
Jones forçou todos os membros do Templo do Povo a dizerem que eram homossexuais, enquanto se proclamava o único heterossexual. Apesar disso, Jones era bissexual, fazendo sexo com seguidores tanto masculinos quanto femininos em Jonestown. As mulheres que dormiram com ele alegaram que ele era o melhor amante que já tiveram; O membro do Peoples Temple, Tim Cater, sentiu que Jones "os induziu a esse tipo de conversa".

### Pressão crescente e diminuição do apoio político
Entre os seguidores que Jones levou para a Guiana estava John Victor Stoen. A certidão de nascimento de John listava Timothy Stoen e Grace Stoen como seus pais. Jones teve um relacionamento sexual com Grace Stoen e afirmou ser o pai biológico de John. Grace Stoen deixou o Peoples Temple em 1976, deixando seu filho para trás. Jones ordenou que a criança fosse levada para a Guiana em fevereiro de 1977 para evitar uma disputa de custódia com Grace. Depois que Timothy Stoen também deixou o Templo do Povo em junho de 1977, Jones manteve a criança em sua própria casa em Jonestown.
Em janeiro de 1977, Jones viajou para Cuba com Carlton Goodlett a fim de estabelecer uma relação comercial de importação e exportação com Cuba para uma empresa da área da baía de São Francisco que ele havia fundado. Ao visitar os contatos comerciais de Goodlett e visitar escolas e outras instalações, Jones ficou irritado porque o presidente Fidel Castro não havia consentido em vê-lo e observou que Castro devia estar vivendo melhor do que o povo. Enquanto estava em Cuba, Jones visitou a residência de Huey Newton em Havana por uma hora, e eles conversaram sobre os membros da família de Newton que frequentaram o Templo dos Povos. Eles também discutiram seu desejo de retornar aos Estados Unidos. Jones comentou que Newton apenas "sentiu falta de seu luxuoso apartamento e de seus bares favoritos em Oakland".
No outono de 1977, Timothy Stoen e outros desertores do Templo formaram um grupo de "Parentes Preocupados" porque tinham familiares em Jonestown que não tinham permissão para retornar aos Estados Unidos. Stoen viajou para Washington, D.C., em janeiro de 1978, para visitar funcionários do Departamento de Estado e membros do Congresso, e escreveu um documento detalhando suas queixas contra Jones e o Templo e para tentar recuperar seu filho. Seus esforços despertaram a curiosidade do congressista da Califórnia Leo Ryan, que escreveu uma carta em nome de Stoen ao primeiro-ministro da Guiana, Forbes Burnham. Os Parentes Preocupados iniciaram uma batalha legal com o Templo pela custódia do filho de Stoen.
A maioria dos aliados políticos de Jones romperam relações após sua saída, embora alguns não o tenham feito. Willie Brown falou contra os supostos inimigos do Templo em um comício que contou com a presença de Harvey Milk e do deputado Art Agnos. O gabinete do prefeito Moscone emitiu um comunicado à imprensa dizendo que Jones não violou nenhuma lei.  Em 11 de abril de 1978, os Parentes Preocupados distribuíram um pacote de documentos, cartas e declarações juramentadas ao Templo do Povo, membros da imprensa e membros do Congresso, que intitularam "Acusação de Violações dos Direitos Humanos pelo Rev. James Warren Jones".
Em junho de 1978, Deborah Layton, um membro do Templo do Povo que escapou de Jonestown seis meses antes do massacre, forneceu ao grupo uma declaração adicional detalhando os crimes cometidos pelo Templo e as condições de vida precárias em Jonestown. A declaração de Layton afirmava que os residentes de Jonestown estavam sendo deliberadamente desnutridos: "Havia arroz no café da manhã, sopa de água de arroz no almoço e arroz e feijão no jantar. No domingo, cada um de nós recebeu um ovo e um biscoito. Duas ou três vezes por semana comíamos vegetais. Alguns membros muito fracos e idosos recebiam um ovo por dia." Jonestown ficava em solo pobre, por isso não era autossuficiente e tinha que importar grandes quantidades de mercadorias, como o trigo. No entanto, Layton observou que Jones não dependia da mesma dieta que seus seguidores. Em vez disso, ele consumia refeições mais substanciais, que frequentemente continham carne, enquanto "alegava problemas com o açúcar no sangue". Ele também permitiu que alguns membros escolhidos de seu círculo íntimo comessem de seus suprimentos pessoais, e eles pareciam estar com saúde muito melhor do que os outros residentes.
Jones estava enfrentando um escrutínio crescente no verão de 1978, quando contratou os teóricos da conspiração do assassinato de JFK, Mark Lane e Donald Freed, para ajudar a defender o caso de uma "grande conspiração" contra o Templo pelas agências de inteligência dos EUA. Jones disse a Lane que queria "puxar um Eldridge Cleaver", referindo-se a um membro fugitivo dos Panteras Negras que conseguiu retornar aos EUA após reconstruir sua reputação.
Jones tentou negociar o reassentamento de sua comuna na União Soviética. Em outubro de 1978, Feodor Timofeyev, cônsul soviético na Guiana, visitou Jonestown por dois dias e fez um discurso. Jim Jones declarou de antemão: "Por muitos anos, deixamos que nossas simpatias fossem publicamente conhecidas, que o governo dos Estados Unidos não era nossa mãe, mas que a União Soviética era nossa pátria espiritual". Timofeyev declarou Jonestown em "harmonia de teoria" com "Marx, Engels, Lenin" e a "implementação prática de... algumas características fundamentais desta teoria", e agradeceu pessoalmente a Jim Jones.

### Noites Brancas
A paranóia de Jones aumentou em Jonestown quando ele ficou com medo de um ataque do governo à comuna. Preocupado com a possibilidade de a comunidade não conseguir resistir a um ataque, ele começou a realizar exercícios para testar a sua prontidão. Ele chamou os treinos de "Noites Brancas". Jones chamava "Alerta, Alerta, Alerta" no alto-falante da comunidade para reunir a comunidade no pavilhão central. Guardas armados com pistolas e bestas cercaram o pavilhão.
Os membros da comunidade permaneceriam no pavilhão durante todo o exercício, no qual Jones lhes disse que sua comunidade havia sido cercada por agentes que estavam prestes a destruí-los. Jones os conduziu em orações, cânticos e cantos para evitar o ataque iminente. Às vezes, ele fazia com que seus guardas se escondessem na floresta e atirassem com armas de fogo para simular um ataque. Os aterrorizados seguidores de Jones só foram informados de que participariam de um exercício quando o evento terminou. Um exercício, em setembro de 1977, durou seis dias. Conhecida como o "Cerco dos Seis Dias", esta provação foi usada posteriormente por Jones como um símbolo do espírito indomável da comunidade.
Os exercícios serviram para manter os membros de Jonestown com medo de se aventurarem fora da comuna. Após duas visitas de funcionários da Embaixada dos Estados Unidos para verificar a situação em Jonestown e uma investigação do IRS no início de 1978, Jones ficou cada vez mais convencido de que o ataque que temia era iminente. Em um exercício da Noite Branca de 1978, Jones disse a seus seguidores que distribuiria veneno para todos beberem em um ato de suicídio. Um lote de ponche de frutas foi servido a todos no pavilhão que estavam sentados chorando e esperando pela morte. Depois de algum tempo, Jones informou a seus seguidores que era apenas um exercício e que não havia veneno em sua bebida. Através das Noites Brancas, Jones convenceu os seus seguidores de que a Agência Central de Inteligência (CIA) estava a trabalhar ativamente para destruir a sua comunidade e condicionou-os a aceitar o suicídio como forma de fuga.

Em pelo menos duas ocasiões durante as Noites Brancas, após a votação do "suicídio revolucionário" ter sido alcançada, foi ensaiado um suicídio em massa simulado. A desertora do templo, Deborah Layton, descreveu o evento em um depoimento:
Todos, inclusive as crianças, foram orientados a fazer fila. Ao passarmos pela fila, recebemos um pequeno copo com um líquido vermelho para beber. Disseram-nos que o líquido continha veneno e que morreríamos em 45 minutos. Todos nós fizemos o que nos foi dito. Quando chegou o momento em que deveríamos ter caído mortos, o Rev. Jones explicou que o veneno não era real e que tínhamos acabado de passar por um teste de lealdade. Ele nos avisou que não estava longe o tempo em que seria necessário morrermos pelas nossas próprias mãos.
A situação em Jonestown estava piorando em 1978. A comunidade estava exausta e sobrecarregada. A maioria era obrigada a realizar trabalho manual desde o início da manhã até a noite. Alto-falantes foram instalados em torno de Jonestown e sermões eram tocados continuamente para toda a comunidade ouvir. Jones começou a propagar sua crença no que ele chamou de "Tradução" quando seus seguidores se estabeleceram em Jonestown, alegando que ele e seus seguidores morreriam e viveriam felizes juntos na vida após a morte. As refeições eram escassas e os trabalhadores muitas vezes passavam fome. Depois de passar o dia inteiro trabalhando, a comunidade se reunia todas as noites no pavilhão central para ouvir a pregação de Jones. Seus sermões geralmente duravam várias horas; a maior parte da comunidade estava privada de sono.  De acordo com Teri Buford O'Shea, um dos poucos fugitivos de Jonestown, a privação de sono foi um dos métodos mais eficazes de controlar os seguidores de Jones. O'Shea disse: "Uma vez Jim me disse... 'Vamos mantê-los pobres e cansados, porque se forem pobres não poderão escapar e se estiverem cansados não poderão fazer planos'". 'Shea também relatou que Jones manteria seu controle sobre os membros do Templo do Povo usando punições como mantê-los em uma caixa em forma de caixão vários metros abaixo do solo, enquanto outros membros eram designados para repreendê-los e repreendê-los constantemente por seus desprezos contra o culto
A maioria dos membros da comunidade eram menores ou idosos, e o menor número de pessoas em idade ativa teve dificuldade em cumprir a carga de trabalho necessária para apoiar a comunidade. Os cuidados de saúde, a educação e as rações alimentares eram limitados e a situação estava a piorar. As ordens de Jones eram cada vez mais erráticas. Ele foi visto cambaleando e urinando em público, mas isso ocorreu devido à prostatite por um curto período no final de Jonestown, no final de outubro de 1978, e não em Jonestown inteira. Ele achou difícil andar sem ajuda nessa época, mas tudo foi resolvido com a visita de Leo Ryan.
Depois de saber que poderia ter uma infecção pulmonar em 1978, Jones disse a seus seguidores que na verdade tinha câncer de pulmão, em um esforço para ganhar sua compaixão e aumentar seu nível de apoio. Dizia-se que Jones estava abusando de valium, quaaludes, estimulantes e barbitúricos. Gravações de áudio de reuniões realizadas em Jonestown em 1978 atestam a deterioração da saúde do líder da comuna. Jones queixou-se de hipertensão que sofria desde o início da década de 1950, pequenos derrames, perda de peso de 30 a 40 libras nas últimas duas semanas em Jonestown, cegueira temporária, convulsões e no final de outubro ao início de novembro de 1978, enquanto estava doente. em sua cabine, inchaço grotesco nas extremidades.

### Assassinato de Ryan

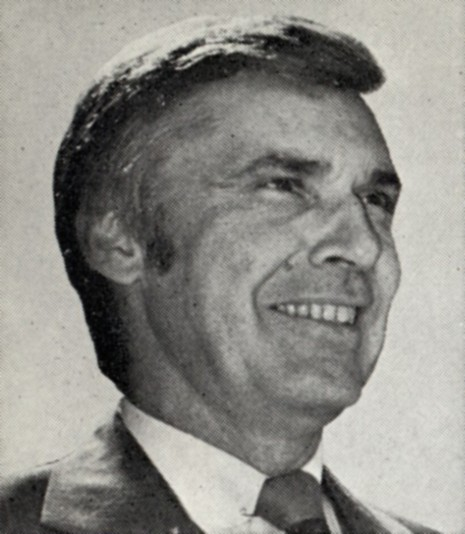
O congressista Leo Ryan foi baleado e morto por ordem de Jones enquanto ele e outros tentavam deixar Jonestown em novembro de 1978.

Em novembro de 1978, o congressista Ryan liderou uma missão de investigação a Jonestown para investigar alegações de abusos dos direitos humanos. Sua delegação incluía parentes de membros do Templo, uma equipe de filmagem da NBC e repórteres de vários jornais. O grupo chegou à capital da Guiana, Georgetown, em 15 de novembro.
Dois dias depois, eles viajaram de avião para Port Kaituma, sendo então transportados para Jonestown. Jones organizou uma recepção para a delegação naquela noite no pavilhão central em Jonestown, durante a qual Vernon Gosney, membro do Templo, passou uma nota destinada a Ryan ao repórter da NBC Don Harris, solicitando ajuda para ele e outro membro do Templo, Monica Bagby, para deixar o assentamento. . As tensões começaram a aumentar à medida que se espalhavam pela comunidade notícias de que alguns membros estavam tentando sair. A delegação de Ryan partiu às pressas na tarde de 18 de novembro, depois que Ryan evitou por pouco ser esfaqueado pelo membro do Templo, Don Sly. Ryan e sua delegação conseguiram levar consigo 15 membros do Templo que expressaram o desejo de partir,  e Jones não fez nenhuma tentativa de impedir sua partida naquele momento.
Marceline Jones anunciou no sistema de som que estava tudo bem e pediu aos moradores que voltassem para suas casas depois que Ryan deixou Jonestown e foi para Port Kaituma. Durante este tempo, os assessores prepararam uma grande banheira de metal com Flavor Aid, envenenada com difenidramina, prometazina, clorpromazina, cloroquina, hidrato de cloral, diazepam, e cianeto.
Quando membros da delegação de Ryan embarcaram em dois aviões na pista de pouso de Port Kaituma, a Brigada Vermelha de guardas armados de Jonestown chegou e começou a atirar neles.  Os homens armados mataram Ryan e outras quatro pessoas perto de uma aeronave Twin Otter da Guyana Airways.  Ao mesmo tempo, um dos supostos desertores, Larry Layton, sacou uma arma e começou a atirar contra membros do partido dentro do outro avião, um Cessna, que incluía Gosney e Bagby. O cinegrafista da NBC, Bob Brown, conseguiu capturar imagens dos primeiros segundos do tiroteio no Otter, pouco antes de ele próprio ser morto pelos homens armados.
Os cinco mortos na pista de pouso foram Ryan, Harris, Brown, o fotógrafo do San Francisco Examiner Greg Robinson e a membro do Temple Patricia Parks. Sobreviveram ao ataque a futura congressista Jackie Speier, membro da equipe de Ryan; Richard Dwyer, Vice-Chefe da Missão da Embaixada dos EUA em Georgetown; Bob Flick, produtor da NBC; Steve Sung, engenheiro de som da NBC; Tim Reiterman, repórter do Examiner; Ron Javers, repórter do Chronicle; Charles Krause, repórter do Washington Post; e vários membros desertores do Templo. Eles escaparam para a selva para evitar serem mortos.

### Assassinato-suicídio em massa em Jonestown

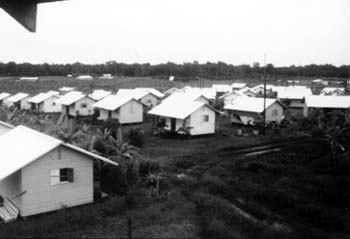
Casas em Jonestown, Guiana, um ano após o assassinato em massa e suicídio, 1979.

Mais tarde, no mesmo dia, 18 de novembro de 1978, Jones recebeu a notícia de que seus seguranças não conseguiram matar todos os membros do grupo de Ryan. Jones concluiu que os fugitivos logo informariam os Estados Unidos sobre o ataque e enviariam os militares para tomar Jonestown. Jones chamou toda a comunidade ao pavilhão central. Ele informou à comunidade que Ryan estava morto e que era apenas uma questão de tempo até que comandos militares atacassem sua comuna e matassem todos eles.
Jones disse aos membros do Templo que a União Soviética não lhes daria passagem após o tiroteio na pista de pouso. Jones disse: "Podemos verificar com a Rússia se eles nos aceitarão imediatamente; caso contrário, morreremos", perguntando: "Você acha que a Rússia vai nos querer com todo esse estigma?".
Com esse raciocínio, Jones e vários membros argumentaram que o grupo deveria cometer "suicídio revolucionário".  Jones gravou todo o ritual de morte em fita de áudio. Um membro do Templo, Christine Miller, discordou no início da fita. Gritos e berros de crianças e adultos também foram facilmente ouvidos na gravação feita. O Templo recebia remessas mensais de meia libra de cianeto desde 1976, depois que Jones obteve uma licença de joalheiro para comprar o produto químico, supostamente para limpar ouro. Em maio de 1978, um médico do Temple escreveu um memorando a Jones pedindo permissão para testar cianeto nos porcos de Jonestown, já que seu metabolismo era próximo ao dos seres humanos. Uma mistura de Flavor Aid e cianeto foi distribuída aos membros da comunidade para beberem. Aqueles que se recusaram a beber foram injetados com cianeto por meio de uma seringa. A multidão também foi cercada por guardas armados, oferecendo aos membros o dilema básico da morte por veneno ou pela mão de um guarda.
Ruletta Paul e seu filho de um ano foram os primeiros a consumir o veneno, de acordo com o membro fugitivo do Templo, Odell Rhodes. A boca da criança foi preenchida com veneno usando uma seringa sem agulha, e Paul então injetou mais veneno em sua própria boca. Segundo Rhodes, após ingerir o veneno, as pessoas foram conduzidas por uma passarela de madeira que levava para fora do pavilhão. Enquanto os pais observavam seus filhos morrerem por causa do veneno, Rhodes descreveu uma cena de pânico e confusão. Ele acrescentou que muitos dos membros reunidos do Templo “andavam como se estivessem em transe” e que a maioria “esperava silenciosamente a sua vez de morrer”. Com o tempo, à medida que mais membros do Templo morriam, os próprios guardas eram chamados para morrer envenenados.
Não está claro se alguns inicialmente pensaram que o exercício era mais um ensaio da Noite Branca. Quando os membros choraram e mostraram sinais de dissidência, Jones aconselhou: "Parem com essa histeria. Esta não é a maneira de as pessoas que são socialistas ou comunistas morrerem. Não é a maneira de morrermos. Devemos morrer com alguma dignidade." Jones pode ser ouvido dizendo: "Não tenha medo de morrer", acrescentando que a morte é "apenas entrar em outro plano" e acrescentando que a morte é "uma amiga". Jones ordenou que as crianças fossem mortas primeiro. Depois os outros adultos envenenaram-se depois da morte das crianças. No final da fita, Jones conclui: “Não cometemos suicídio; cometemos um ato de suicídio revolucionário em protesto contra as condições de um mundo desumano”.
No início da noite de 18 de novembro, Sharon Amos, membro do Templo, em Georgetown, recebeu uma mensagem de rádio de Jonestown dizendo aos membros de lá para se vingarem dos inimigos do Templo antes de cometerem suicídio revolucionário. Mais tarde, depois que a polícia chegou à sede, Sharon acompanhou seus filhos, Liane, Christa e Martin, até o banheiro. Empunhando uma faca de cozinha, Sharon matou primeiro Christa e depois Martin. Então Liane ajudou Sharon a cortar a própria garganta, após o que Liane se matou.
Oitenta e cinco membros da comunidade sobreviveram ao evento. Alguns escaparam para a selva assim que o ritual de morte começou; um homem se escondeu em uma vala. Uma senhora idosa escondeu-se em seu dormitório e dormiu durante o evento, acordando e encontrando todos mortos. Três membros de alto escalão do Templo receberam a tarefa de transferir os fundos do Templo do Povo para a Embaixada Soviética e, assim, escaparam da morte (um deles, Michael Prokes, cometeria suicídio quatro meses depois, durante uma conferência de imprensa na qual procurou reafirmar o Povo A posição da liderança do Templo justificando o assassinato-suicídio em massa e culpando o governo dos Estados Unidos). O time de basquete de Jonestown estava fora para um jogo e sobreviveu. Outros esconderam-se nos dormitórios ou estavam fora da comunidade a negócios quando o ritual de morte se desenrolou. O sobrevivente Tim Carter sugeriu que, como uma prática anterior, o almoço daquele dia com sanduíches de queijo grelhado pode ter sido contaminado com sedativos para subjugar os membros do culto. Além disso, em uma entrevista de 2007 com o psiquiatra forense Dr. Michael H. Stone para o programa Most Evil, Carter declarou sua crença de que Jones fez com que seus guardas representassem os cadáveres dos residentes de Jonestown para fazer parecer que mais pessoas haviam cometido suicídio voluntariamente.

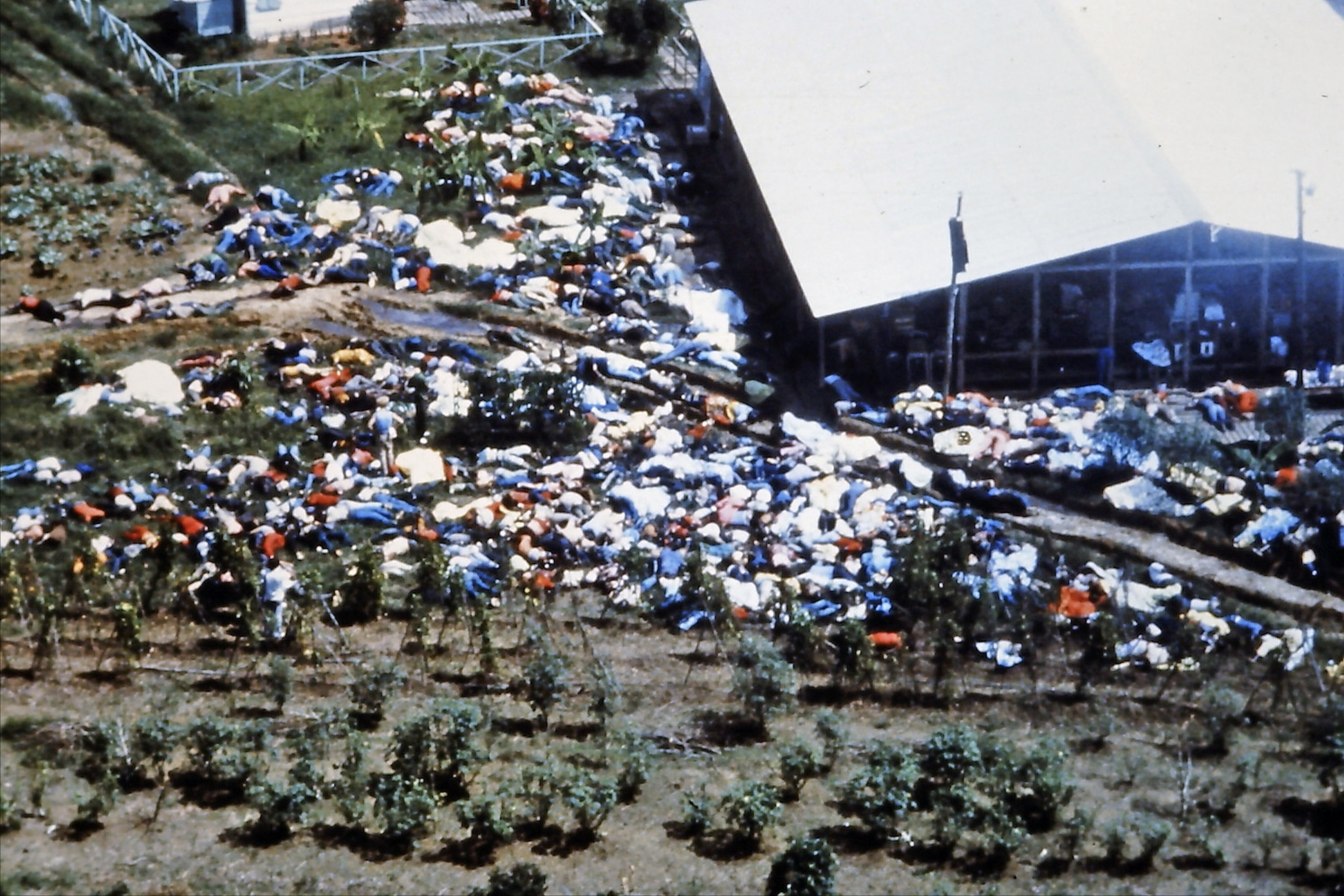
Imagem aérea dos corpos dos suicidas de Jonestown

O assassinato-suicídio em massa resultou na morte de 909 habitantes de Jonestown, 276 deles crianças, a maioria dentro e ao redor do pavilhão central. Isto resultou na maior perda individual de vidas civis norte-americanas num ato deliberado até aos ataques de 11 de setembro de 2001, em Nova Iorque e Washington. Outros quatro membros residentes em Georgetown morreram. Mais tarde, o FBI recuperou a gravação de áudio de 45 minutos do envenenamento em massa em andamento; a gravação ficou conhecida como "Fita da Morte" (Death Tape).

## Morte e consequências
Os três filhos de Jones, Stephan, Jim Jr. e Tim Jones, estavam no time de basquete do Peoples Temple em Georgetown no momento do envenenamento em massa. Durante os acontecimentos em Jonestown, os três irmãos dirigiram-se à Embaixada dos EUA em Georgetown para alertar as autoridades. Os soldados guianenses que guardavam a embaixada recusaram-se a deixá-los entrar depois de ouvirem sobre os tiroteios na pista de pouso de Port Kaituma. Mais tarde, os três retornaram à sede do Templo em Georgetown para encontrar os corpos de Sharon Amos e de seus três filhos, Liane, Christa e Martin.
Os militares guianenses chegaram a Jonestown para encontrar os mortos. Os militares dos Estados Unidos organizaram uma ponte aérea para trazer os restos mortais de volta aos Estados Unidos para serem enterrados. Jones foi encontrado morto no palco do pavilhão central; ele estava descansando em um travesseiro perto de sua espreguiçadeira com um ferimento de bala na cabeça. O corpo de Jones foi posteriormente transferido para exame e embalsamamento. A autópsia oficial conduzida pelo legista guianense Cyril Mootoo em dezembro de 1978 confirmou a causa da morte de Jones como suicídio. Seu filho Stephan especulou que seu pai pode ter ordenado que outra pessoa atirasse nele. A autópsia mostrou níveis elevados do barbitúrico pentobarbital no corpo de Jones, o que pode ter sido letal para humanos que não desenvolveram tolerância fisiológica. O corpo de Jones foi cremado e seus restos mortais espalhados no Oceano Atlântico.
Soldados guianenses mantiveram os irmãos Jones em prisão domiciliar durante cinco dias, interrogando-os sobre as mortes em Georgetown. Stephan foi acusado de envolvimento nas mortes e colocado numa prisão guianense durante três meses. Tim e Johnny Cobb, outros membros do time de basquete Temple, foram levados a Jonestown para identificar os corpos. Depois de retornar aos EUA, Jim Jones Jr. foi colocado sob vigilância policial por vários meses enquanto morava com sua irmã mais velha, Suzanne, que já havia se voltado contra o Templo. John Victor Stoen morreu em Jonestown. Seu corpo foi encontrado fora da casa de Jones.
Numa nota assinada encontrada no momento da sua morte, Marceline ordenou que os bens de Jones fossem doados ao Partido Comunista da União Soviética. O secretário do Templo do Povo já havia feito arranjos para $ 7,3 milhões ($ 29 milhões em 2020) em fundos do Templo a serem transferidos para a Embaixada Soviética na Guiana. A maior parte do dinheiro foi mantida em contas bancárias estrangeiras e transferida eletronicamente, mas $ 680 000 ($ 2 904 097 em 2020) foi retido em dinheiro e três mensageiros foram contratados para transportar o dinheiro para os soviéticos. Os entregadores foram presos antes de chegar ao destino e alegaram ter escondido a maior parte do dinheiro.

## Reações e legado
Os eventos em Jonestown foram imediatamente sujeitos a ampla cobertura da mídia e ficaram conhecidos como o Massacre de Jonestown. À medida que a consciência chegava ao público, os estrangeiros recusaram-se a aceitar a tentativa de Jones de culpá-los pelas mortes. Críticos e apologistas ofereceram uma variedade de explicações para os acontecimentos que ocorreram entre os seguidores de Jones. A União Soviética distanciou-se publicamente de Jones e do que chamaram de sua "bastardização" do conceito de suicídio revolucionário. 
Os líderes cristãos americanos denunciaram Jones como satânico e afirmaram que ele e seus ensinamentos não estavam de forma alguma ligados ao cristianismo tradicional. Em um artigo intitulado "Sobre Satanás e Jonestown" (On Satan and Jonestown), Billy Graham argumentou que seria um erro identificar Jones e seu culto como cristãos. Graham foi acompanhado por outros líderes cristãos proeminentes na alegação de que Jones estava possuído por demônios.
A Igreja Cristã (Discípulos de Cristo) respondeu às mortes de Jonestown com mudanças significativas na ética ministerial e um novo processo para destituir ministros. Os Discípulos emitiram um comunicado de imprensa rejeitando Jones e relataram que a comunidade em Jonestown não era afiliada à sua denominação. Posteriormente, eles expulsaram o Templo do Povo de sua denominação. 
Imediatamente depois, surgiram rumores de que os membros sobreviventes do Templo do Povo em São Francisco estavam organizando esquadrões de ataque para atingir críticos e inimigos da Igreja. As autoridades policiais intervieram para proteger os meios de comunicação social e outras figuras que supostamente seriam alvo. A sede do Templo do Povo em São Francisco foi sitiada pela mídia, manifestantes furiosos e familiares dos mortos. James, que retornou de Jonestown para assumir a liderança em São Francisco no início de 1978, foi deixado para falar ao público. A princípio, ele negou que Jones tivesse qualquer ligação com as mortes e alegou que os acontecimentos eram uma conspiração de inimigos da Igreja, mas depois reconheceu a verdade. 
Os apoiadores do Templo do Povo, especialmente os políticos, tiveram dificuldade em explicar suas conexões com Jones após as mortes. Após um período de reflexão, alguns admitiram que foram enganados por Jones.  O presidente Jimmy Carter e a primeira-dama Rosalynn Carter procuraram minimizar suas conexões com Jones. O prefeito de São Francisco, George Moscone, disse que vomitou ao saber do massacre e ligou para amigos e familiares de muitas das vítimas para pedir desculpas e oferecer suas condolências.
As investigações sobre o massacre de Jonestown foram conduzidas pelo Federal Bureau of Investigation (FBI) e pelo Congresso dos Estados Unidos. Embora indivíduos e grupos tenham fornecido dicas ao FBI sobre o Templo do Povo, nenhuma investigação foi feita antes do massacre. A investigação centrou-se principalmente na razão pela qual as autoridades, especialmente o Departamento de Estado dos Estados Unidos, desconheciam os abusos em Jonestown. Embora o Templo do Povo tenha desabado logo após os acontecimentos de 1978, alguns indivíduos continuaram a seguir os ensinamentos de Jones durante a década de 1980.
Desde o Massacre de Jonestown, uma enorme quantidade de literatura e estudos foram produzidos sobre o assunto. Numerosos documentários, filmes, livros, poesia, música e arte cobriram ou foram inspirados pelos acontecimentos de Jonestown. Jim Jones e os eventos em Jonestown tiveram uma influência decisiva na percepção da sociedade sobre os cultos. A expressão amplamente conhecida "Beber o Kool-Aid" desenvolveu-se após os acontecimentos em Jonestown, embora a bebida específica usada no massacre tenha sido Flavor Aid.